# Liste der Biografien/Sieg
Liste der Biografien |
Portal Biografien |
Personensuche
# |
A |
B |
C |
D |
E |
F |
G |
H |
I |
J |
K |
L |
M |
N |
O |
P |
Q |
R |
S |
T |
U |
V |
W |
X |
Y |
Z |
?
 
Sa |
Sb |
Sc |
Sd |
Se |
Sf |
Sg |
Sh |
Si |
Sj |
Sk |
Sl |
Sm |
Sn |
So |
Sp |
Sq |
Sr |
Ss |
St |
Su |
Sv |
Sw |
Sy |
Sz
 
Sia |
Sib |
Sic |
Sid |
Sie |
Sif |
Sig |
Sih |
Sii |
Sij |
Sik |
Sil |
Sim |
Sin |
Sio |
Sip |
Siq |
Sir |
Sis |
Sit |
Siu |
Siv |
Siw |
Six |
Siy |
Siz
 
Sieb |
Siec |
Sied |
Sief |
Sieg |
Sieh |
Siek |
Siel |
Siem |
Sien |
Siep |
Sier |
Sies |
Siet |
Sieu |
Siev |
Siew |
Siey
Die Liste der Biografien führt alle Personen auf, die in der deutschsprachigen Wikipedia einen Artikel haben. Dieses ist eine Teilliste mit 483 Einträgen von Personen, deren Namen mit den Buchstaben „Sieg“ beginnt.

## Sieg
- Sieg, Aljoscha (* 1984), deutscher Musikproduzent und Songwriter
- Sieg, Carl (1784–1845), deutscher Porträtmaler und Lithograf
- Sieg, Emil (1866–1951), deutscher Indologe und Tocharologe
- Sieg, Ewald (* 1913), deutscher DBD-Funktionär, MdV
- Sieg, Fredy (1878–1962), deutscher Schauspieler, Kabarettist, Komiker und volkstümlicher Vortragskünstler
- Sieg, Gernot (* 1966), deutscher Wirtschaftswissenschaftler
- Sieg, Gunther (1936–2008), deutscher Politiker (SPD), MdL
- Sieg, Hans (* 1930), deutscher Militär, Offizier der DDR
- Sieg, John (1903–1942), amerikanisch-deutscher Journalist und Widerstandskämpfer gegen den Nationalsozialismus in DeutschlandJohn Sieg (1903–1942)

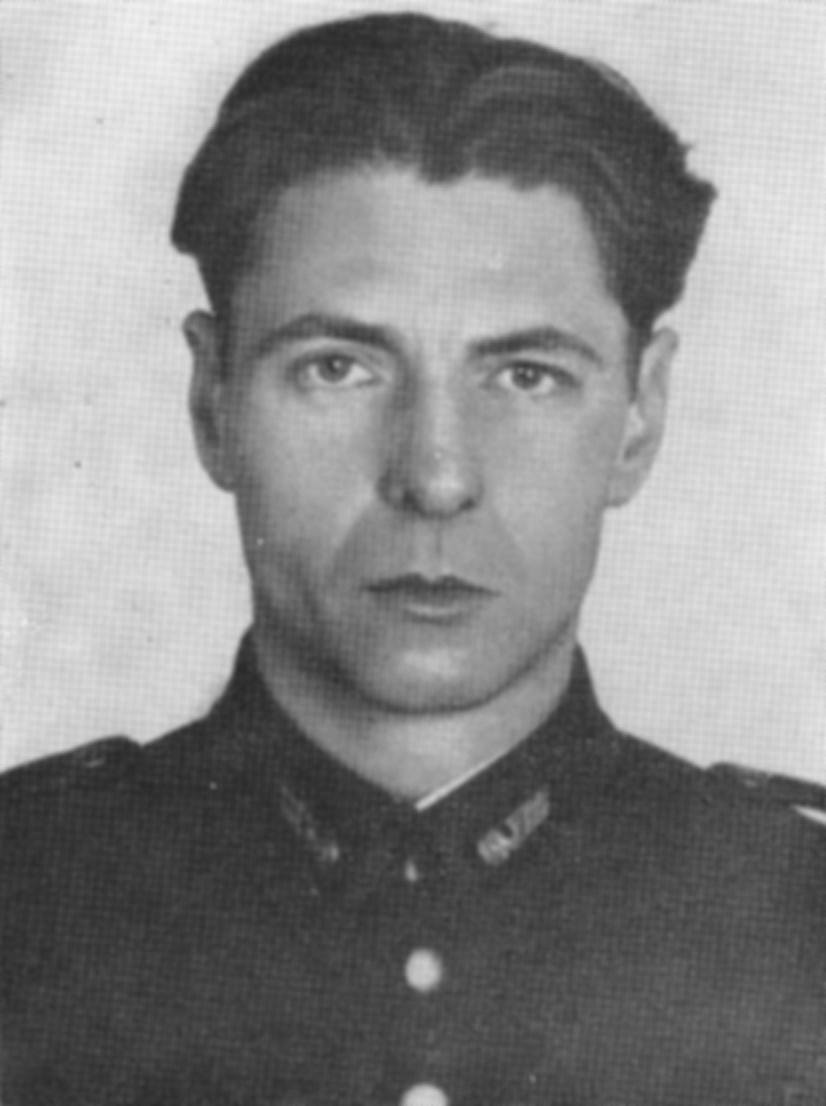
John Sieg (1903–1942)

- Sieg, Julius (1848–1923), deutscher Rittergutsbesitzer und Politiker (NLP), MdR
- Sieg, Karl (1911–1998), deutscher Jurist und Hochschullehrer
- Sieg, Katrin (* 1961), deutsche Theaterwissenschaftlerin, Autorin und Hochschullehrerin
- Sieg, Madison (* 2003), US-amerikanische Tennisspielerin
- Sieg, Max von (1859–1937), preußischer Offizier
- Sieg, Max Walter (1904–1968), deutscher Schauspieler und Theaterregisseur
- Sieg, Paul Eugen (1899–1950), deutscher Physiker und Schriftsteller
- Sieg, Rainer (* 1948), deutscher Rechtswissenschaftler
- Sieg, Sophie (1893–1987), deutsche Kommunistin und Widerstandskämpferin gegen den Nationalsozialismus
- Sieg, Sören (* 1966), deutscher Sänger, Liedtexter, Komponist, Arrangeur, Satiriker, Kolumnist und Autor
- Sieg, Trent (* 1995), US-amerikanischer American-Football-Spieler
- Sieg, Ulrich (* 1960), deutscher Historiker
- Sieg, Ursula (* 1937), deutsche Schauspielerin und Synchronsprecherin
- Sieg, Victor (1837–1899), französischer Organist und Komponist
- Sieg, Volker (* 1937), deutscher Architekt
- Sieg, Wolfgang (1936–2015), deutscher Lehrer und Schriftsteller

### Siega
- Siegal, Ian (* 1971), britischer Blues-Musiker und Singer-Songwriter
- Siegal, John (1918–2015), US-amerikanischer American-Football-Spieler und Zahnarzt

### Siegb
- Siegbahn, Kai (1918–2007), schwedischer PhysikerKai Siegbahn (1918–2007)

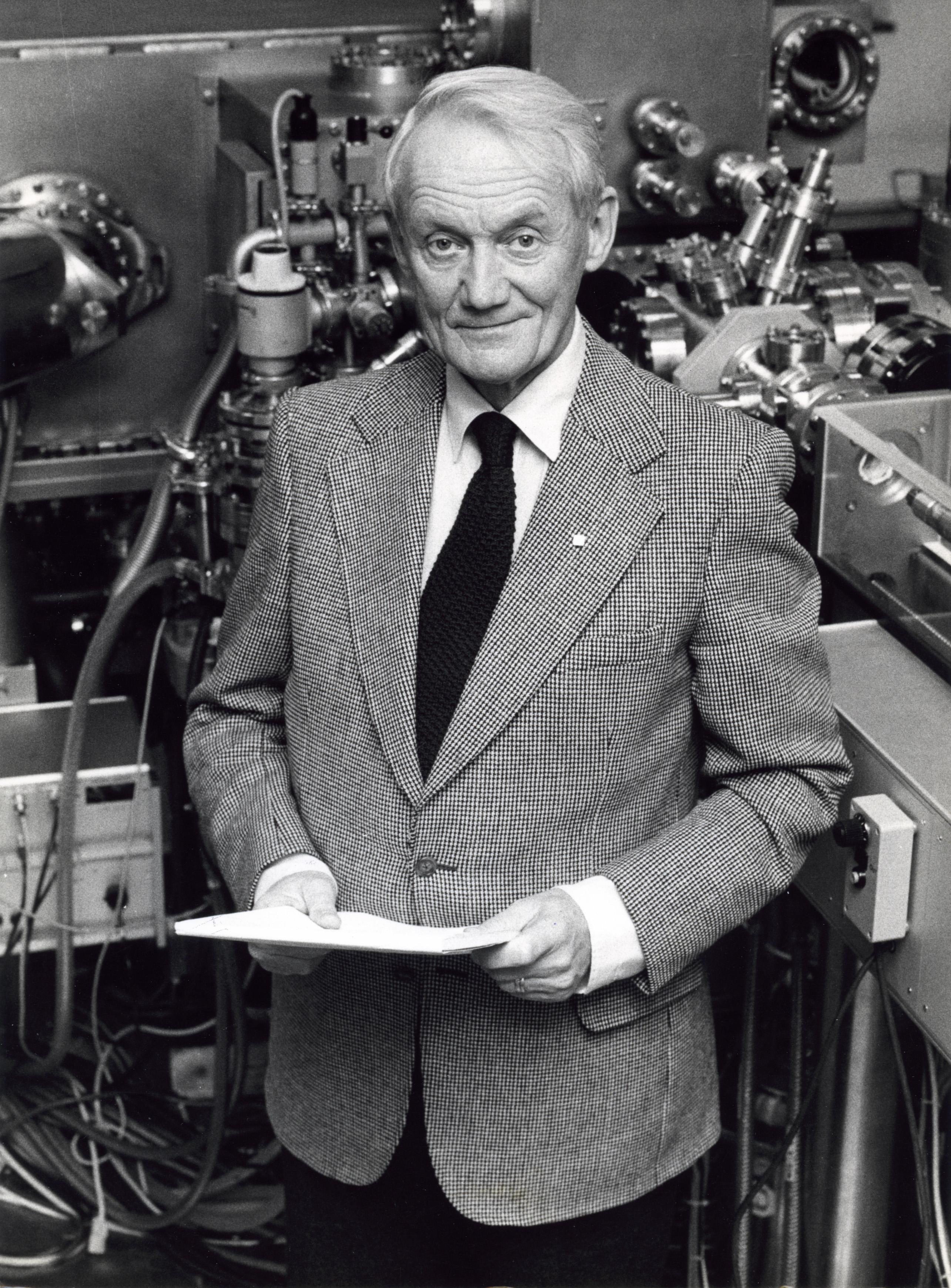
Kai Siegbahn (1918–2007)

- Siegbahn, Manne (1886–1978), schwedischer Physiker und Nobelpreisträger

### Siege
- Siege, Gustav (1881–1947), österreichischer Schauspieler und Theaterdirektor
- Siege, Nasrin (* 1950), deutsch-iranische Kinderbuchautorin, Sammlerin afrikanischer Märchen und Entwicklungshelferin
- Siegebod Schack († 1261), Domherr zu Lübeck und Schwerin
- Siegel, Abraham (1630–1682), deutscher Unternehmer, Berg-, Erb- und Hammerherr
- Siegel, Alfons (* 1947), deutscher Pädagoge und Politikwissenschaftler
- Siegel, Alfred (* 1903), deutscher Radrennfahrer
- Siegel, Alois (1904–1970), deutscher römisch-katholischer Geistlicher
- Siegel, Amie (* 1974), US-amerikanische Künstlerin (Film, Fotografie, Video)
- Siegel, Andreas (1569–1637), deutscher Unternehmer und Hammerherr
- Siegel, Andrew (* 1950), US-amerikanischer Statistiker, Wirtschaftswissenschaftler und Hochschullehrer
- Siegel, Arnd (1937–2025), deutscher Chirurg, Kunstsammler und Mäzen
- Siegel, Arthur (1913–1978), US-amerikanischer Fotograf
- Siegel, Balthasar, Amtsschreiber und Hauptmann der czerninischen Herrschaft Neudek
- Siegel, Balthasar (1534–1575), deutscher Unternehmer und Hammerherr
- Siegel, Barry (* 1949), US-amerikanischer Journalist
- Siegel, Benjamin Morton (1916–1990), US-amerikanischer Physiker
- Siegel, Bill (1962–2018), US-amerikanischer Filmproduzent und Filmregisseur
- Siegel, Bruno (1889–1945), deutscher römisch-katholischer Geistlicher und Märtyrer
- Siegel, Bruno (1890–1949), deutscher Arbeiterfunktionär und Widerstandskämpfer
- Siegel, Bugsy (1906–1947), amerikanischer MobsterBugsy Siegel (1906–1947)

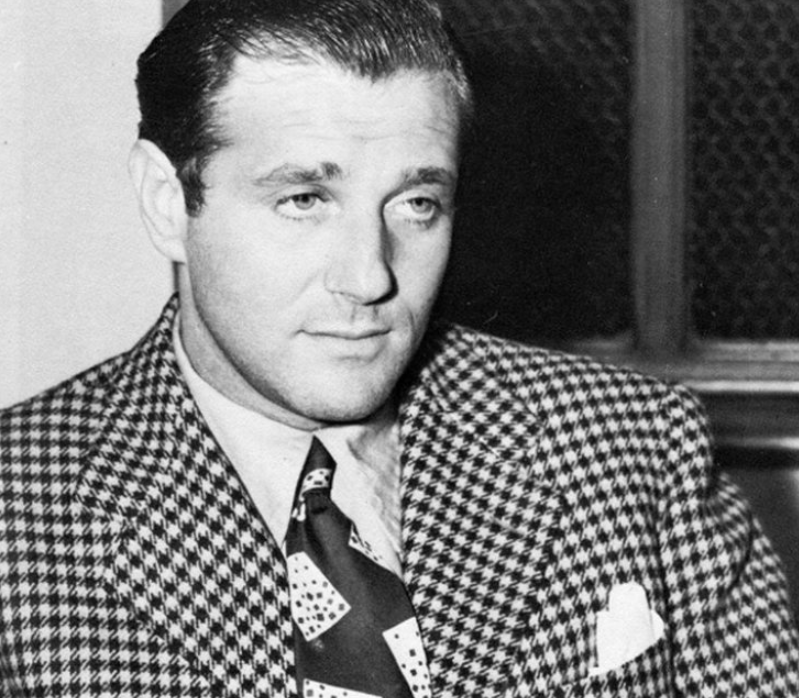
Bugsy Siegel (1906–1947)

- Siegel, Carl (1832–1896), deutscher Jurist und Geheimer Oberregierungsrat
- Siegel, Carl (1872–1943), österreichischer Mathematiker und Philosoph
- Siegel, Carl August Benjamin (1757–1832), deutscher Architekt und Hochschullehrer
- Siegel, Carl Ludwig (1896–1981), deutscher Mathematiker
- Siegel, Christian (* 1966), deutscher Maler und Grafiker
- Siegel, Christian Heinrich (1713–1782), deutscher Mathematiker
- Siegel, Christoph (1550–1613), kursächsischer Zehntner und Freihofbesitzer
- Siegel, Corky (* 1943), US-amerikanischer Musiker (Mundharmonika, Piano), Sänger und Komponist
- Siegel, Curt (1852–1908), deutscher Ingenieur und Fabrikbesitzer
- Siegel, Curt (1881–1950), deutscher Bildhauer
- Siegel, Curt (1911–2004), deutscher Architekt, Ingenieur und Hochschullehrer
- Siegel, Daniel Rakete (* 1980), deutscher Filmregisseur und Drehbuchautor
- Siegel, David (* 1959), amerikanischer Webdesigner und Typograf
- Siegel, David (* 1996), deutscher Skispringer
- Siegel, Dominic (* 1995), deutscher American-Football-Spieler
- Siegel, Don (1912–1991), US-amerikanischer Regisseur
- Siegel, Elisabeth (1901–2002), deutsche Pädagogin, Professorin für Pädagogik und Sozialpädagogik
- Siegel, Eva-Maria (* 1957), deutsche Literaturwissenschaftlerin
- Siegel, Franz (1876–1927), österreichischer Politiker, Stadtrat in Wien
- Siegel, Friedrich (1648–1707), deutscher Unternehmer und Hammerherr
- Siegel, Gabriel, deutscher Zinnhändler und erzgebirgischer Hammerherr
- Siegel, Georg (* 1918), deutscher Fußballspieler
- Siegel, Georg (* 1962), deutscher Schach- und Backgammonspieler
- Siegel, Gerhard (* 1963), deutscher Opernsänger (Tenor)
- Siegel, Giulia (* 1974), deutsches Model, Fernsehmoderatorin, DJ und SchauspielerinGiulia Siegel (* 1974)

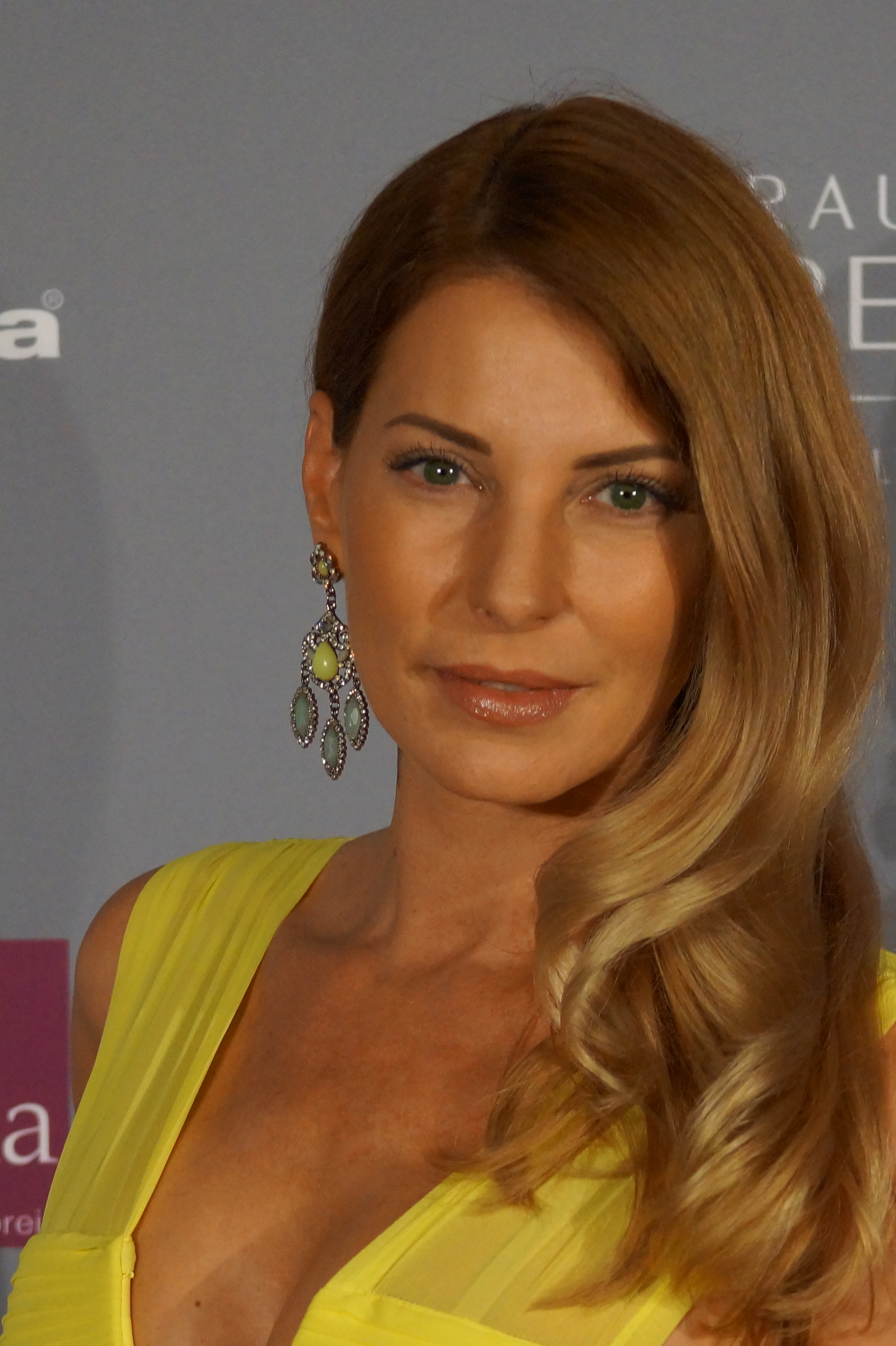
Giulia Siegel (* 1974)

- Siegel, Günter (1937–2021), deutscher Leichtathlet und Leichtathletiktrainer
- Siegel, Günter (1942–2019), deutscher Physiologe
- Siegel, Gustav (1861–1931), deutscher Postbeamter und Heimatforscher
- Siegel, Gustav (1880–1970), österreichischer Innenarchitekt und Möbeldesigner
- Siegel, Hannelore (1941–2016), deutsche Landwirtin und Senatorin (Bayern)
- Siegel, Hanns-Alfons, deutscher Kirchenmusiker
- Siegel, Hans Adam, kaiserlicher Waldheger und Förster, Zinnzehnteinnehmer, Bergschreiber und Organist
- Siegel, Hans Wilhelm (1903–1997), deutscher Kunstsammler und Kaufmann
- Siegel, Harro (1900–1985), deutscher Puppenspieler
- Siegel, Heinrich (1612–1669), deutscher Unternehmer und Hammerherr
- Siegel, Heinrich (1634–1671), deutscher Unternehmer, Erb- und Hammerherr
- Siegel, Heinrich (1830–1899), deutscher Rechtshistoriker und Professor für deutsches Recht an der Universität Wien
- Siegel, Horst (* 1921), deutscher Radsportler (DDR)
- Siegel, Horst (1934–2020), deutscher Architekt und Hochschullehrer
- Siegel, Isaac (1880–1947), US-amerikanischer Anwalt und Politiker
- Siegel, James (* 1954), US-amerikanischer Schriftsteller und Werbemanager
- Siegel, Janis (* 1952), US-amerikanische Sängerin
- Siegel, Jeremias (1594–1646), deutscher Unternehmer und Hammerherr in Schönheide und Wolfsgrün
- Siegel, Jerry (1914–1996), US-amerikanischer Comicautor
- Siegel, Joachim (1909–1980), deutscher Maler, Zeichner und Grafiker
- Siegel, Joel (1943–2007), US-amerikanischer Filmkritiker
- Siegel, Johann Bernhard (1751–1833), badischer Jurist und Politiker
- Siegel, Johann Gottlieb (1699–1755), deutscher Rechtswissenschaftler
- Siegel, Joseph (* 1963), US-amerikanischer Geistlicher und römisch-katholischer Bischof von Evansville
- Siegel, Julian (* 1966), britischer Jazzmusiker
- Siegel, Karl (1884–1969), deutscher Verwaltungsjurist und Oberlandesgerichtspräsident in Zweibrücken
- Siegel, Karl-August (1916–1990), deutscher Geistlicher, Weihbischof in Osnabrück
- Siegel, Kate (* 1982), US-amerikanische Schauspielerin und DrehbuchautorinKate Siegel (* 1982)

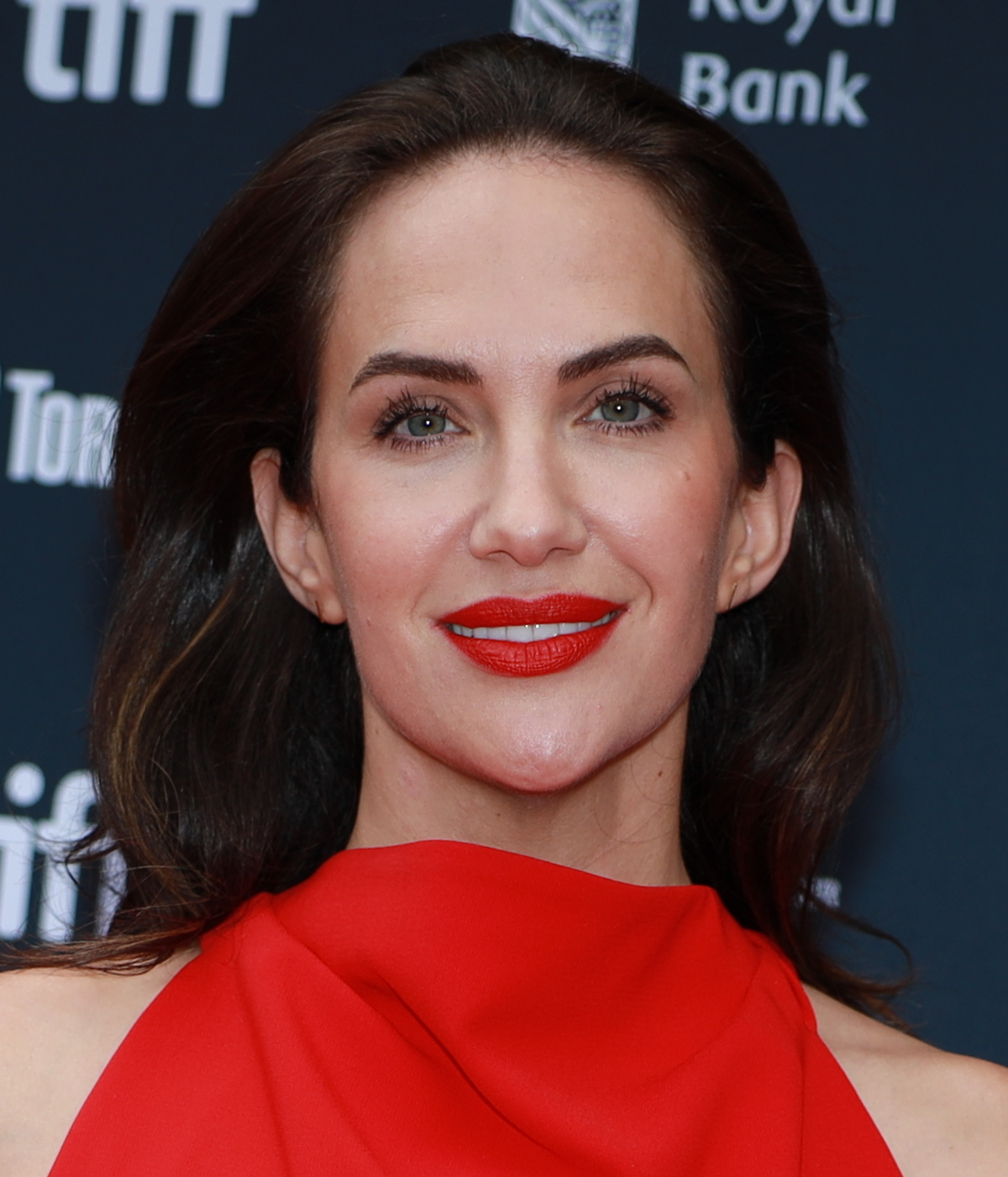
Kate Siegel (* 1982)

- Siegel, Kriemhild (* 1972), deutsche Sängerin
- Siegel, Melchior (1515–1588), kursächsischer Zehntner und Zinnschmelzer sowie Hammerwerksmitbesitzer
- Siegel, Melchior junior (* 1613), böhmischer Kommunalpolitiker, Stadtrichter, Ratsverwandter, Waagmeister, Berggeschworener, Kirchenvorsteher und Stifter
- Siegel, Melchior Wolfgang (1622–1685), kurfürstlich-sächsischer Amtsschösser bzw. Amtmann
- Siegel, Michael (1882–1979), deutscher Rechtsanwalt
- Siegel, Michael S., US-amerikanischer Schauspieler und Synchronsprecher
- Siegel, Mike, US-amerikanischer Radio-Moderator
- Siegel, Mike (* 1967), deutscher Regisseur und Autor
- Siegel, Monique (* 1989), deutsche Skilangläuferin
- Siegel, Monique R. (1939–2019), deutsch-US-amerikanisch-schweizerische Wirtschaftsberaterin, Wirtschaftsethikerin und Sachbuchautorin
- Siegel, Nico (* 1970), deutscher Politikwissenschaftler
- Siegel, Nolan (* 2004), US-amerikanischer Automobilrennfahrer
- Siegel, Otto (1897–1962), US-amerikanischer Szenenbildner
- Siegel, Otto (1909–1987), deutscher Agrikulturchemiker
- Siegel, Paul (1880–1961), deutscher Jurist und Notar
- Siegel, Peter (1485–1560), deutscher lutherischer Theologe und Schüler Martin Luthers
- Siegel, Philip (* 1965), deutscher Journalist
- Siegel, Rainer (* 1963), österreichischer Schriftsteller
- Siegel, Ralph (* 1945), deutscher Musiker, Schlagerkomponist und MusikproduzentRalph Siegel (* 1945)

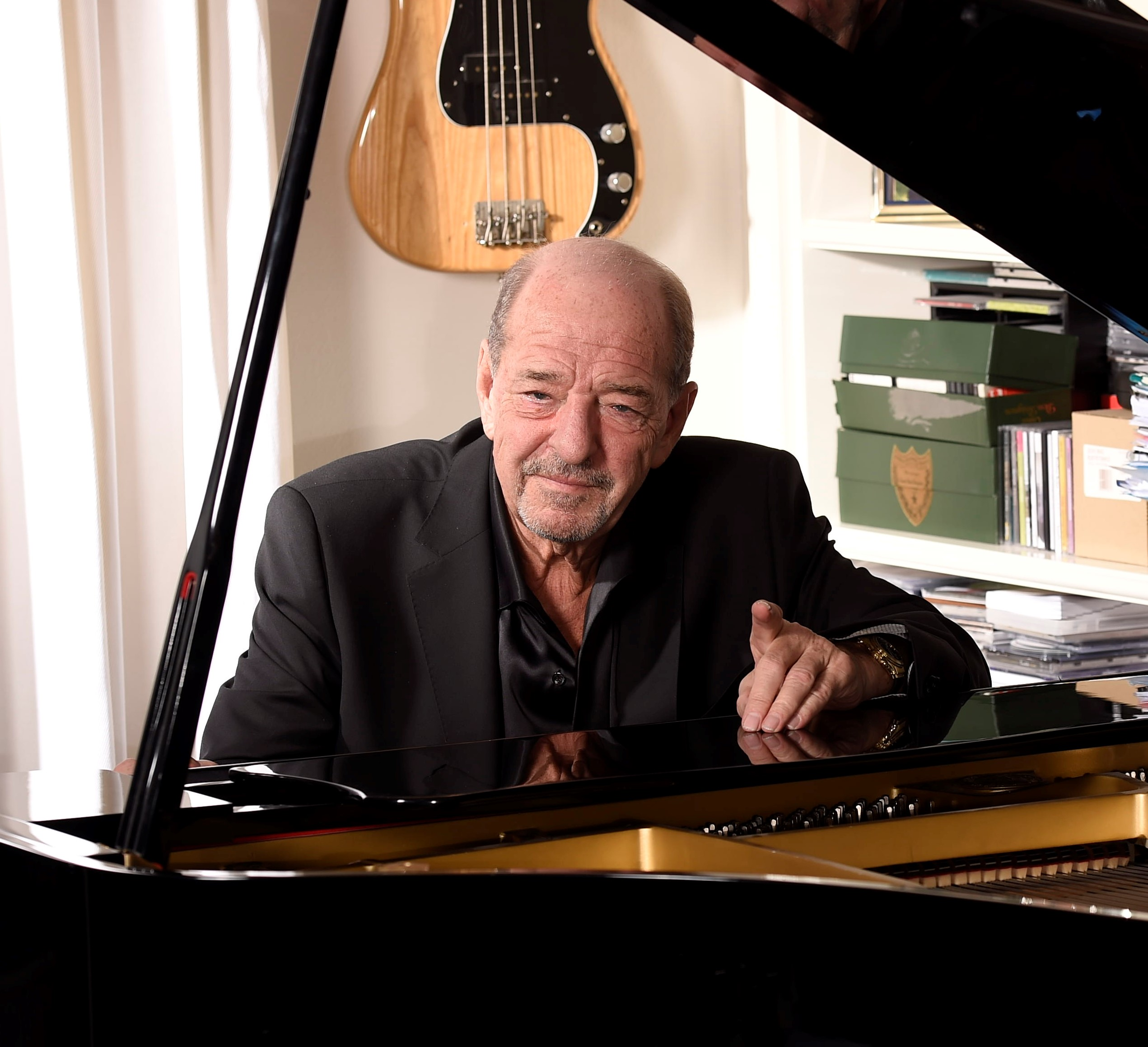
Ralph Siegel (* 1945)

- Siegel, Ralph Maria (1911–1972), deutscher Komponist, Liedtexter, Musikverleger, Schriftsteller und Sänger (Tenor)
- Siegel, Robert (1939–2012), US-amerikanischer Schriftsteller, Dichter und Anglist
- Siegel, Robert D. (* 1971), US-amerikanischer Drehbuchautor und Regisseur
- Siegel, Rudolf (1852–1912), deutscher Vizeadmiral
- Siegel, Rudolf (1878–1948), deutscher Dirigent und Komponist
- Siegel, Rudolph E. (1900–1975), US-amerikanischer Arzt und Medizinhistoriker
- Siegel, Sloane Morgan (* 2000), US-amerikanischer Schauspieler und Synchronsprecher
- Siegel, Sol C. (1903–1982), US-amerikanischer Filmproduzent
- Siegel, Steffen (* 1976), deutscher Fototheoretiker
- Siegel, Theodor (* 1940), deutscher Ökonom und Hochschullehrer
- Siegel, Thorsten (* 1967), deutscher Jurist und Hochschullehrer
- Siegel, Warren (* 1952), US-amerikanischer theoretischer Physiker
- Siegel, Wilhelm (1890–1977), deutscher Pädagoge und Politiker (SPD), MdL
- Siegel, Wolfgang (1583–1644), sächsischer Bergbeamter
- Siegel-Magness, Sarah (* 1974), US-amerikanische Unternehmerin, Filmproduzentin und -regisseurin
- Siegelaar, Olivier (* 1986), niederländischer Ruderer
- Siegelaar, Sarah (* 1981), niederländische Ruderin
- Siegelaub, Seth (1941–2013), US-amerikanischer Kunsthändler, Ausstellungskurator, Autor und Textil-Wissenschaftler
- Siegelberg, Mark (1895–1986), österreichischer Journalist, Schriftsteller, Theaterkritiker und Schauspieler
- Siegele, Edgar (1929–2015), österreichischer Politiker (ÖVP), Mitglied des Bundesrates
- Siegele, Johann (* 1948), österreichischer Geher und Biathlet
- Siegele, Josef (1858–1945), österreichischer Politiker (CSP), Abgeordneter zum Nationalrat
- Siegele, Patrick (* 1974), deutscher Philologe, Direktor des Anne Frank Zentrums in Berlin
- Siegele, Peter (* 1938), deutscher Organist
- Siegele, Sigrid (1951–2017), deutsche Bildhauerin
- Siegele, Ulrich (1930–2025), deutscher Musikwissenschaftler und Hochschullehrer
- Siegele, Wilfried (* 1958), österreichischer Geher
- Siegele-Wenschkewitz, Leonore (1944–1999), deutsche Kirchenhistorikerin
- Siegelman, Don (* 1946), US-amerikanischer Politiker
- Siegelmann, Wolf (* 1958), deutscher Kameramann
- Siegelová, Jana (* 1944), tschechische Vorderasiatische Archäologin und Hethitologin
- Siegelstein, Sandy (1919–2013), US-amerikanischer Waldhornist
- Siegemund, Anja (* 1967), deutsche Historikerin und Direktorin des Centrum Judaicum
- Siegemund, Björn (* 1973), deutscher Badmintonspieler
- Siegemund, Justine (1636–1705), deutsche Hebamme, Verfasserin des ersten deutschen Hebammenbuches
- Siegemund, Laura (* 1988), deutsche TennisspielerinLaura Siegemund (* 1988)

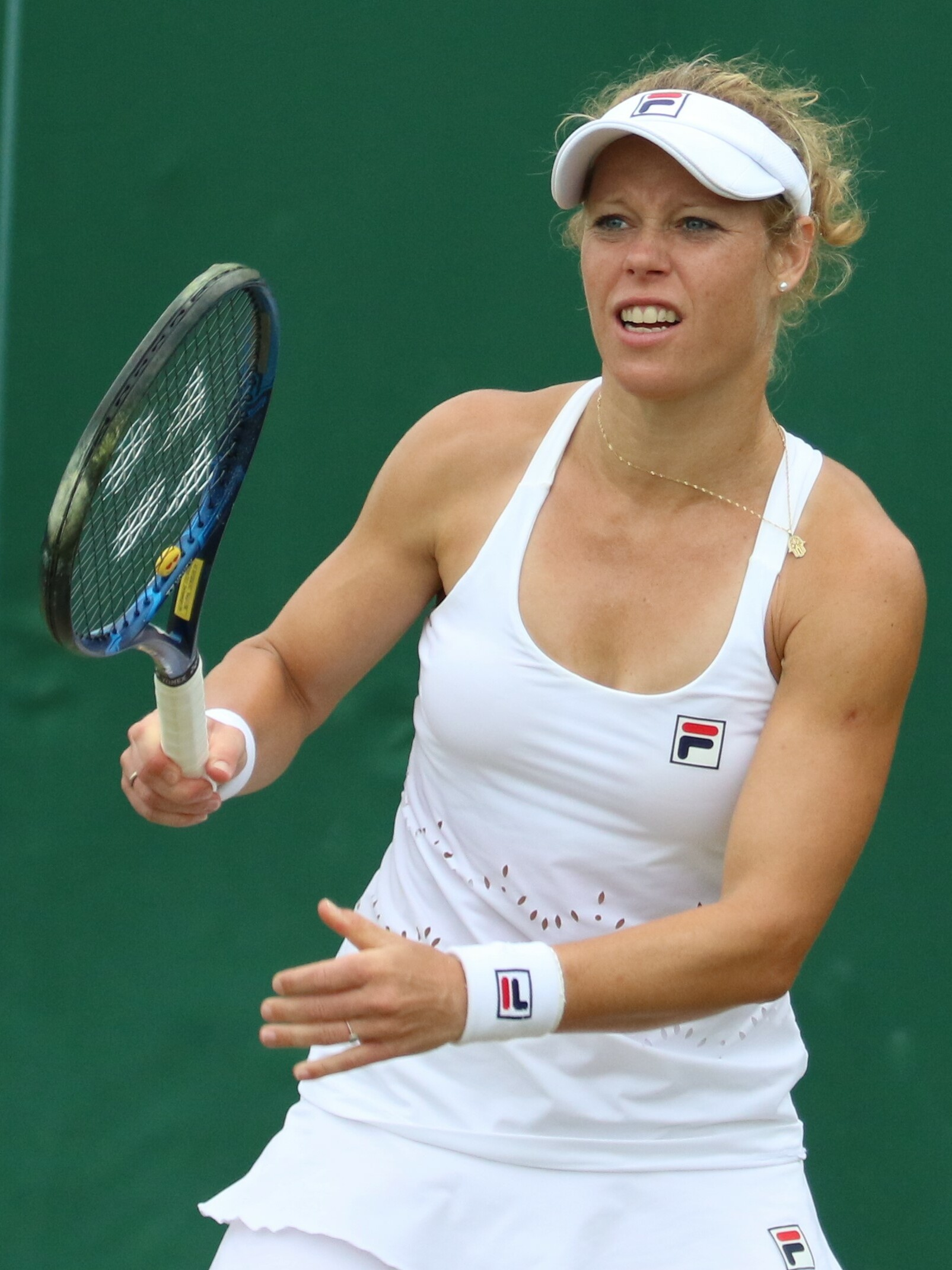
Laura Siegemund (* 1988)

- Siegen, Arnold von († 1579), Ratsherr und Bürgermeister im Köln der frühen Neuzeit
- Siegen, Gottfried, deutscher Fußballspieler
- Siegen, Ludwig von (1609–1680), Tiefdrucker, Künstler
- Siegenbeek van Heukelom, Atie (1913–2002), niederländische Illustratorin, Zeichnerin, Kinderbuchautorin und Widerstandskämpferin im Zweiten Weltkrieg
- Siegenbeek, Matthijs (1774–1854), niederländischer reformierter Theologe, Literaturwissenschaftler und Historiker
- Siegeneger, Karl Hermann (1858–1932), deutscher Verwaltungsbeamter
- Siegener, Carl (1798–1827), Königlich-Hannoverscher und brasilianischer Soldat im Bereich Raketenwaffen
- Siegenfeld, Alfred Anthony von (1854–1929), österreichischer Heraldiker und Archivar
- Siegenthaler, Albert (1938–1984), Schweizer Bildhauer und Plastiker
- Siegenthaler, Bernhard (1877–1949), Schweizer Sportschütze
- Siegenthaler, Christoph (* 1979), Schweizer Jazzpianist, Keyboarder, Produzent, Komponist und Bandleader
- Siegenthaler, Davina (* 1978), Schweizer Theaterwissenschaftlerin
- Siegenthaler, Edith (* 1983), Schweizer Politikerin (SP)
- Siegenthaler, Emilie (* 1986), Schweizer Downhill-Bikerin
- Siegenthaler, Fred (1935–2023), Schweizer Papier- und Objektkünstler, Plastiker und Buchgestalter.
- Siegenthaler, Friedrich (1872–1942), Schweizer Politiker (SVP)
- Siegenthaler, Fritz (* 1929), Schweizer Radrennfahrer
- Siegenthaler, Hans Ulrich (* 1952), Schweizer Künstler
- Siegenthaler, Hansjörg (* 1933), Schweizer Wirtschaftshistoriker
- Siegenthaler, Heinz (* 1955), Schweizer Politiker
- Siegenthaler, Jonas (* 1997), Schweizer EishockeyspielerJonas Siegenthaler (* 1997)

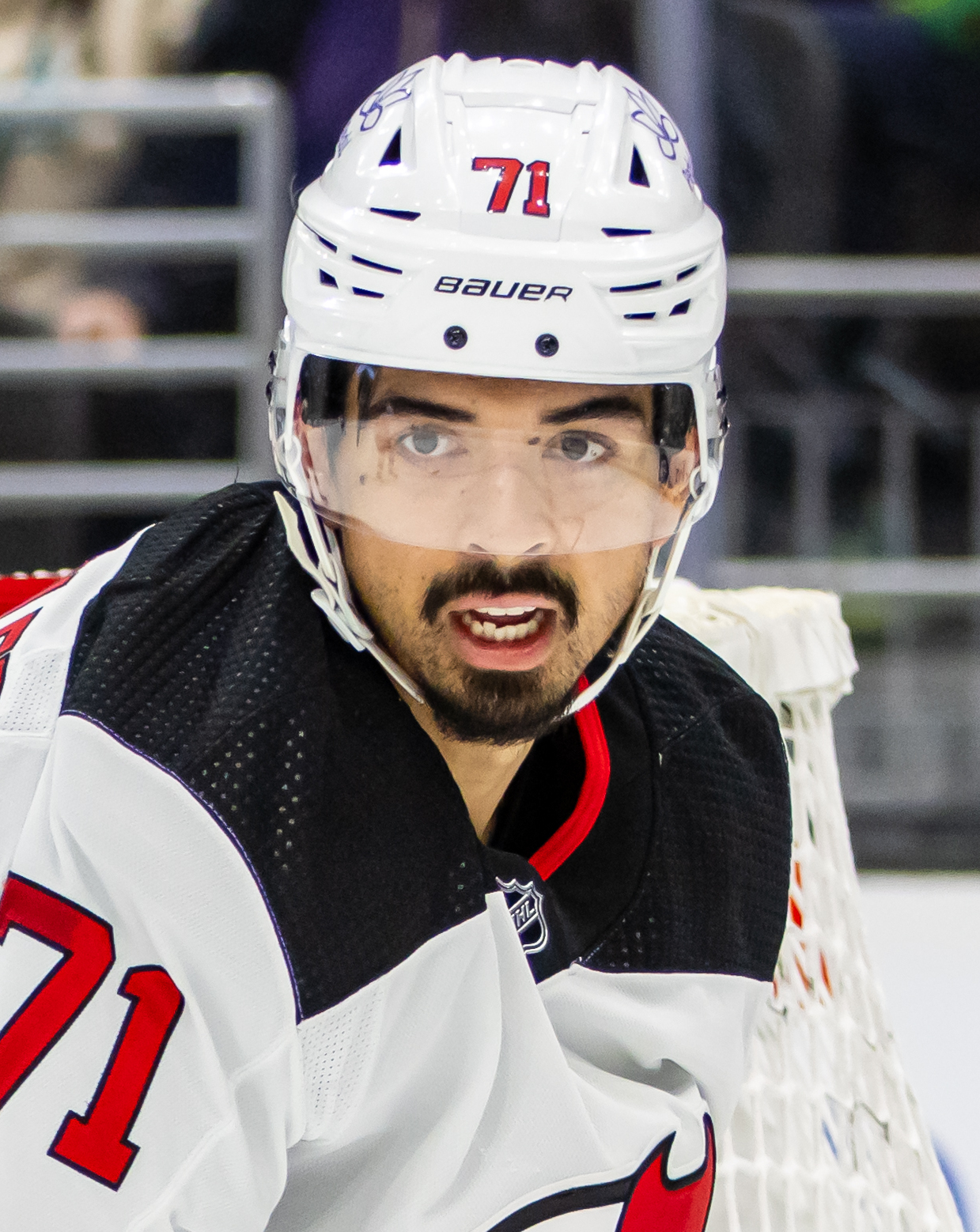
Jonas Siegenthaler (* 1997)

- Siegenthaler, Josina (* 1997), Schweizer Telemarkerin
- Siegenthaler, Jürg (* 1989), Schweizer Unihockeyspieler
- Siegenthaler, Maja (* 1992), Schweizer Seglerin
- Siegenthaler, Noah (* 2000), Schweizer Unihockeyspieler
- Siegenthaler, Peter (* 1962), Schweizer Politiker (SP)
- Siegenthaler, Pierre (* 1945), Schweizer Schauspieler und Hörspielsprecher
- Siegenthaler, Sina (* 2000), Schweizer Snowboarderin
- Siegenthaler, Stefan (* 1982), Schweizer Radiomoderator und RedakteurStefan Siegenthaler (* 1982)

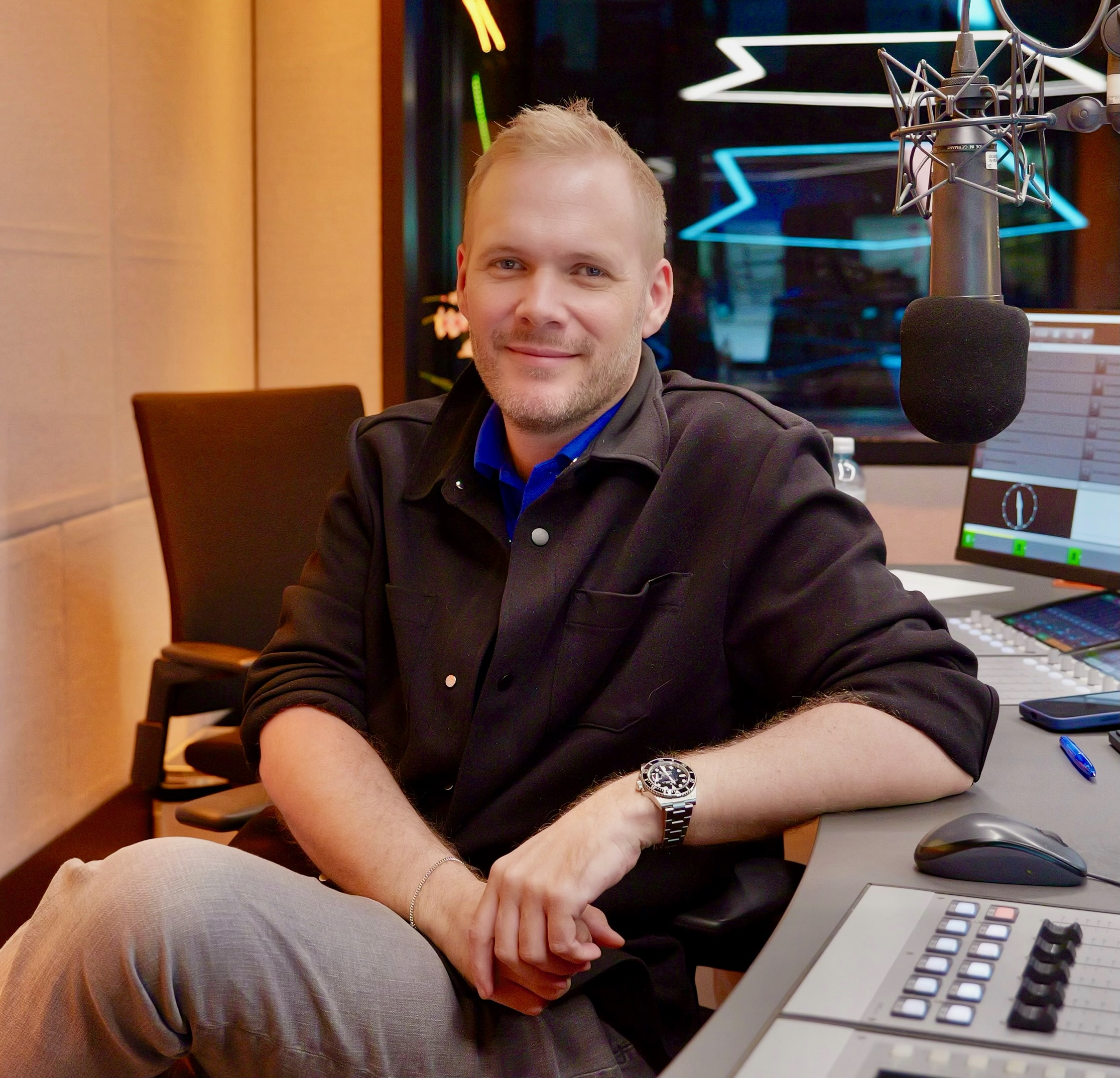
Stefan Siegenthaler (* 1982)

- Siegenthaler, Stefan (* 1991), Schweizer Unihockeyspieler
- Siegenthaler, Stephan (* 1957), Schweizer Unternehmer, Klarinettist und Hochschulrektor
- Siegenthaler, Urs (* 1947), Schweizer Fußballspieler und -trainer
- Siegenthaler, Walter (1923–2010), Schweizer Humanmediziner und Hochschullehrer
- Siegenthaler, Willy (* 1955), Schweizer Berufsoffizier (Brigadier)
- Sieger, Dieter (* 1938), deutscher Architekt, Schiffsbauer, Produktdesigner, Maler und Kunstsammler
- Sieger, Heinrich Xaver (1811–1901), deutscher Fabrikant, Unternehmer und Besitzer der Kurkölnischen Landesburg Zülpich
- Sieger, Helmut (1931–2021), deutscher Marineoffizier der Volksmarine
- Sieger, Hermann E. (1902–1954), deutscher NSDAP-Funktionär, Briefmarkenhändler und Verleger
- Sieger, Karl (1883–1961), preußischer Verwaltungsbeamter und Landrat
- Sieger, Kurt Heinz (1917–2002), deutscher Maler und Grafiker
- Sieger, Laura (* 2000), deutsche Fußballtorhüterin
- Sieger, Ludwig (1857–1952), preußischer General der Artillerie
- Sieger, Marcus (* 1975), deutscher Behindertensportler, Mitglied der deutschen Nationalmannschaft im Rollstuhlcurling (seit 2007)
- Sieger, Nadja (* 1968), Schweizer Komikerin und KabarettistinNadja Sieger (* 1968)

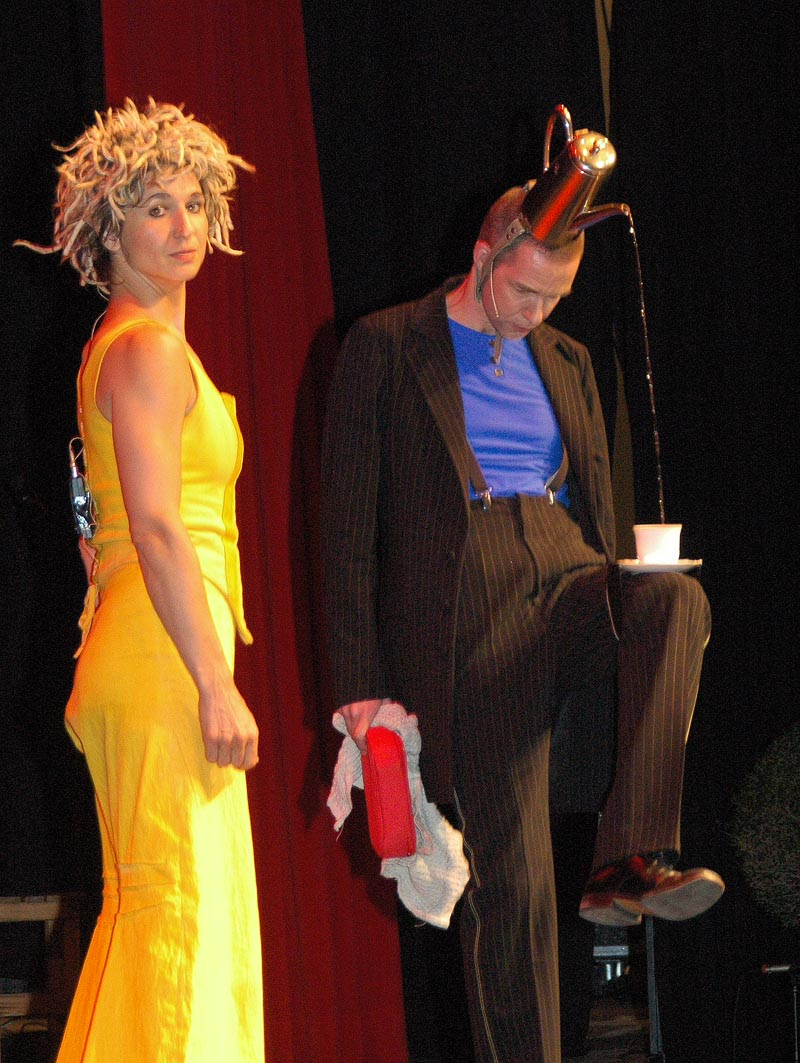
Nadja Sieger (* 1968)

- Sieger, Robert (1864–1926), österreichischer Geograph und Hochschullehrer
- Sieger, Robert (* 1963), deutscher Generalmajor
- Sieger, Rudolf (1867–1925), deutscher Maler
- Sieger, Stefanie (* 1988), deutsche Rennrodlerin
- Sieger, Stephan (* 1979), deutscher Fußballspieler
- Sieger, Ted (* 1958), Schweizer Musiker, Illustrator, Autor, Regisseur und Animationsfilmer
- Sieger, Viktor (1916–1944), estnischer Fußballspieler
- Sieger-Polack, Marie (1886–1970), deutsche Malerin
- Siegeris, Juliane (* 1972), deutsche Wirtschaftsinformatikerin und Professorin
- Siegerist, Joachim (1947–2023), deutsch-lettischer Journalist, Buchautor und Politiker (CDU, LNNK)
- Siegers, Anja (* 1966), deutsche Fußballspielerin und -trainerin
- Siegers, Britta (* 1966), deutsche Behindertensportlerin
- Siegers, Ellen (* 1961), deutsche Juristin und Richterin am Bundesfinanzhof
- Siegers, Josef (* 1907), deutscher Leichtathlet
- Siegers, Josef (* 1936), deutscher Verbandsjurist
- Siegers, Roland (* 1952), belgischer Spieleautor
- Siegert, Andreas (* 1959), deutscher Politiker (SPD), MdL
- Siegert, Anja (* 1967), deutsche Juristin und Richterin
- Siegert, Arila (* 1953), deutsche Tänzerin, Choreografin und Opernregisseurin
- Siegert, August (1820–1883), deutscher Maler
- Siegert, Augustin (1786–1869), deutscher Miniaturenmaler, Historienmaler und Landschaftsmaler sowie Kunstlehrer und Zeichenlehrer
- Siegert, Benjamin (* 1981), deutscher Fußballspieler
- Siegert, Bernhard (* 1959), deutscher Medienhistoriker und Medientheoretiker
- Siegert, Christian Andreas (* 1683), kursächsischer Baubeamter
- Siegert, Christine (* 1971), deutsche Musikwissenschaftlerin
- Siegert, Daniel (* 1991), deutscher PopsängerDaniel Siegert (* 1991)

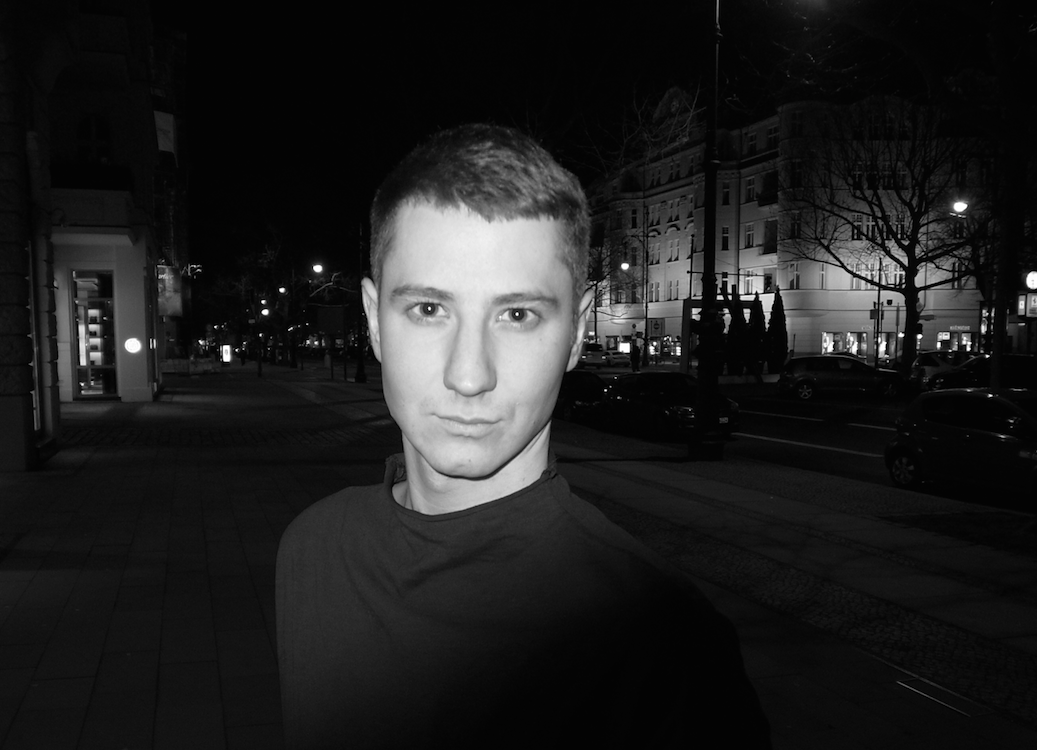
Daniel Siegert (* 1991)

- Siegert, Ewald (1875–1947), deutscher Organist, Kantor und Komponist
- Siegert, Ferdinand (1865–1946), deutscher Pädiater in Straßburg, Halle und Köln
- Siegert, Folker (* 1947), deutscher evangelischer Neutestamentler und Judaist
- Siegert, Gabriele (* 1963), deutsche Publizistikwissenschaftlerin
- Siegert, Hans (1868–1941), deutscher Pädagoge und erzgebirgischer Heimatdichter
- Siegert, Hans (1914–1966), deutscher Fußballspieler und -trainer
- Siegert, Heinz (* 1924), österreichischer Autor
- Siegert, Hubertus (* 1959), deutscher Regisseur und Produzent von Kino-Dokumentarfilmen
- Siegert, Johann Gottlieb Benjamin (1796–1870), Arzt und Erfinder des Likörs Angosturabitter
- Siegert, Johannes (* 1874), deutscher Politiker (DNVP), MdL
- Siegert, Jörg (* 1959), deutscher Sachbuchautor
- Siegert, Karl (1901–1988), deutscher Jurist und Hochschullehrer für Strafrecht, Straf- und Zivilprozessrecht
- Siegert, Marie (1861–1941), deutsche Politikerin (DVP)
- Siegert, Reinhart (* 1945), deutscher Literaturhistoriker
- Siegert, Rudolf (1899–1945), Ministerialrat im Reichsministerium der Finanzen, Leiter der Amtsgruppe II des Reichssicherheitshauptamtes
- Siegert, Sigi (* 1953), deutsche Schauspielerin und Theatermacherin
- Siegert, Theo (* 1947), deutscher Betriebswirt, Manager und Familienunternehmer
- Siegert, Walter (1926–2012), deutscher Theologe, Priester und Senator (Bayern)
- Siegert, Walter (1929–2020), deutscher Politiker (SED)
- Siegert, Wilhelm (1872–1929), deutscher Stabsoffizier und Inspekteur der Fliegertruppen
- Siegesbeck, Johann Georg (1686–1755), deutscher Arzt und Botaniker
- Siegesmund, Anja (* 1977), deutsche Politikerin (Bündnis 90/Die Grünen), MdLAnja Siegesmund (* 1977)

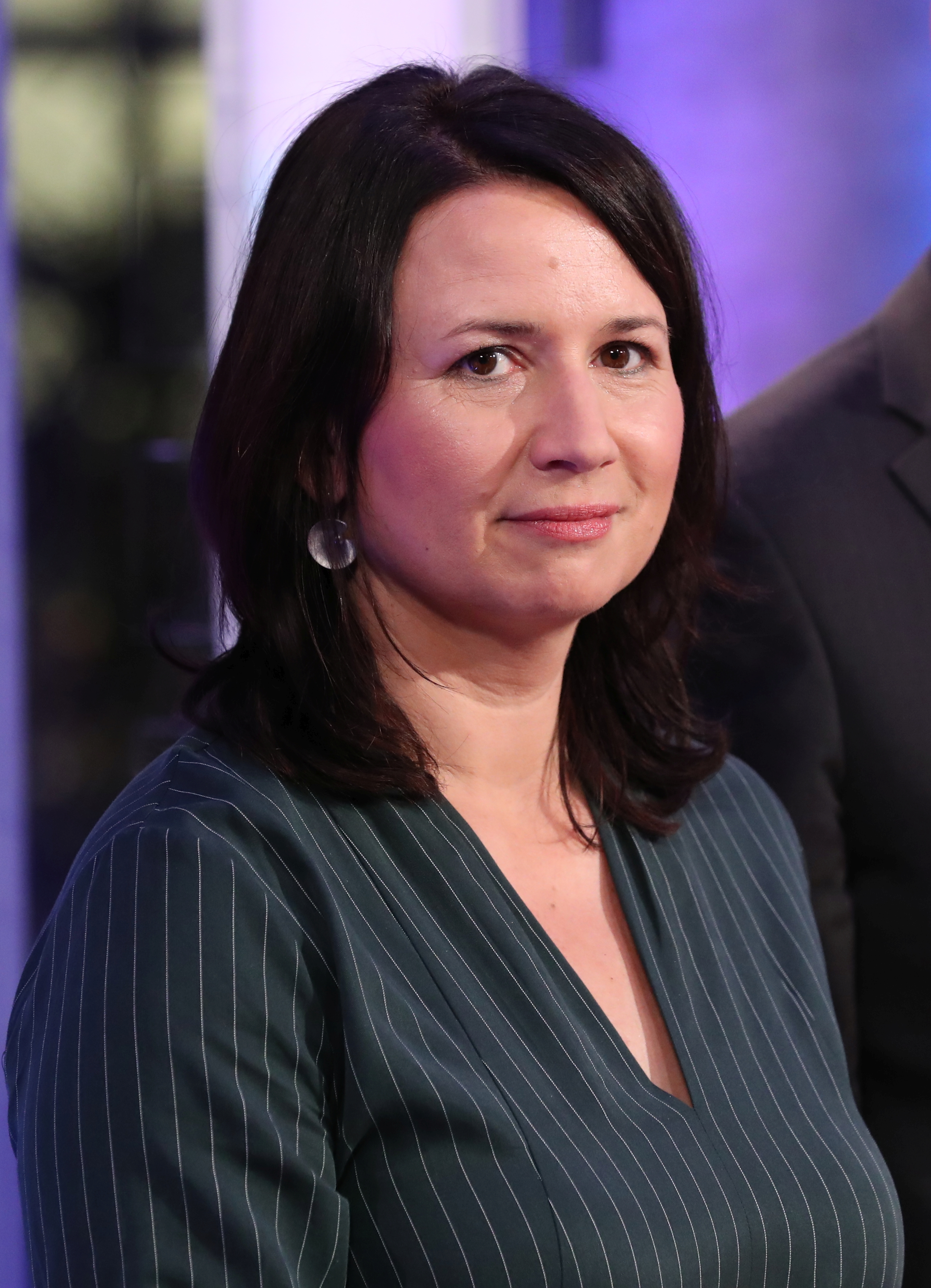
Anja Siegesmund (* 1977)

- Siegesmund, Peter (1940–2021), deutscher Politiker (SED), Vorsitzender des RdB Cottbus
- Siegetsleitner, Anne (* 1968), österreichische Philosophin

### Siegf
- Siegfrids, Krista (* 1985), finnische Sängerin
- Siegfried, Graf von Wied
- Siegfried, Normanne, Herr von Guînes
- Siegfried († 1032), 13. Bischof von Münster (1022–1032) und Abt des Klosters Berge
- Siegfried, englischer Missionar
- Siegfried († 1188), Bischof von Paderborn
- Siegfried († 1200), Abt von Hersfeld
- Siegfried († 1246), Bischof von Regensburg
- Siegfried, Adliger
- Siegfried I. († 991), Graf von Walbeck
- Siegfried I. († 1132), Graf von Arch und Lebenau
- Siegfried I. († 1191), römisch-katholischer Bischof von Cammin
- Siegfried I., Graf von Wittgenstein
- Siegfried I., Graf von LuxemburgSiegfried I.

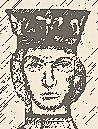
Siegfried I.

- Siegfried I. († 1065), Ahnherr der kärntnerischen Spanheimer, Gaugraf im Pustertal, Norital und Lavanttal
- Siegfried I. († 1084), deutscher Erzbischof von Mainz (1060–1084)
- Siegfried I. († 1113), Pfalzgraf bei Rhein und (ab 1112) Graf von Weimar-Orlamünde
- Siegfried I. († 1184), römisch-katholischer Bischof
- Siegfried I., Graf von Vianden und Vogt von Prüm
- Siegfried I., askanischer Fürst
- Siegfried I. von Lichtenberg († 1227), Bischof von Hildesheim
- Siegfried II., Graf von Lebenau und Hohenburg
- Siegfried II., Bischof von Brandenburg
- Siegfried II. (1107–1124), Graf von Weimar-Orlamünde
- Siegfried II., Regent der Grafschaft Wittgenstein
- Siegfried II. von Eppstein († 1230), Erzbischof von Mainz, ReichserzkanzlerSiegfried II. von Eppstein († 1230)

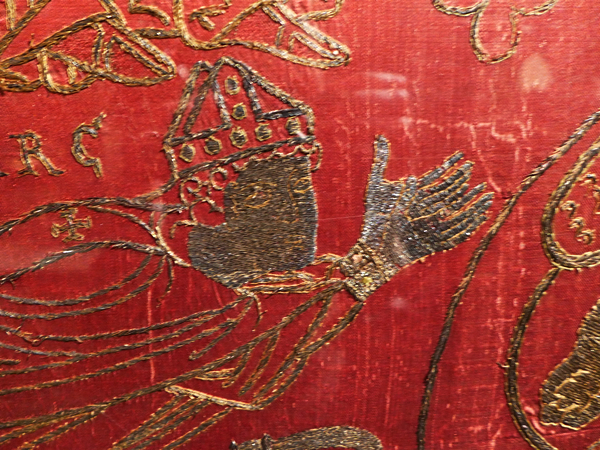
Siegfried II. von Eppstein († 1230)

- Siegfried II. von Querfurt († 1310), Bischof von Hildesheim (1279–1310)
- Siegfried II. von Stade († 1037), Graf von Stade
- Siegfried II. von Wolfsölden, Bischof von Speyer
- Siegfried III. († 1190), Graf von Lebenau und Hohenburg
- Siegfried III. († 1206), Graf aus dem Geschlecht Weimar-Orlamünde
- Siegfried III. von Boyneburg († 1107), Graf von Boyneburg
- Siegfried III. von Eppstein († 1249), Erzbischof von Mainz, Reichserzkanzler, Reichsverweser und Päpstlicher Legat
- Siegfried IV. († 1210), Graf von Lebenau
- Siegfried IV. von Algertshausen († 1288), Bischof von Augsburg (1286–1288)
- Siegfried IV. von Boyneburg († 1144), Graf von Boyneburg (1107–1144) und Vogt der Klöster Corvey, Bursfelde und Helmarshausen
- Siegfried Luf von Kleve gen. von Kervenheim, Dompropst in Münster (1326–1339)
- Siegfried von Arneburg, Burggraf von Arneburg
- Siegfried von Belzig, Graf von Dornburg und Belzig und zweiter Burggraf von Brandenburg
- Siegfried von Bendeleben, Amtmann und Schlossherr
- Siegfried von Blomberg († 1374), Erzbischof von Riga
- Siegfried von Bokholt, Ratsherr der Hansestadt Lübeck
- Siegfried von Brilon, Ritter
- Siegfried von Feuchtwangen († 1311), Hochmeister des Deutschen Ordens
- Siegfried von Merseburg († 937), Graf im Schwabengau, im Friesenfeld und im Hassegau
- Siegfried von Osterburg, Graf von Osterburg
- Siegfried von Öttingen, deutscher Bischof von Bamberg
- Siegfried von Truhendingen († 1150), Bischof von Würzburg (1146–1150)
- Siegfried von Westerburg († 1297), Erzbischof des Erzbistums KölnSiegfried von Westerburg († 1297)

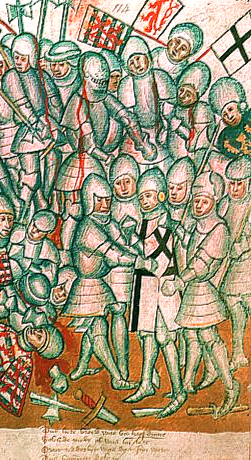
Siegfried von Westerburg († 1297)

- Siegfried zum Paradies († 1386), Politiker und Patrizier in Frankfurt am Main
- Siegfried, Adolph (1842–1896), deutscher Bildhauer
- Siegfried, Alfred (1820–1896), deutscher Gutsbesitzer und Politiker (NLP), MdR
- Siegfried, Alfred (1890–1972), Schweizer Lehrer und Verantwortlicher des rassenhygienischen Kinderhilfswerks Kinder der Landstrasse der Stiftung Pro Juventute
- Siegfried, André (1875–1959), französischer Soziologe, Wirtschaftsexperte und Schriftsteller, Mitglied der Ehrenlegion
- Siegfried, Anita (* 1948), Schweizer Schriftstellerin
- Siegfried, Carl Gustav Adolf (1830–1903), deutscher evangelischer Theologe
- Siegfried, Collin (* 1999), Schweizer Schauspieler
- Siegfried, Detlef (* 1958), deutscher Zeithistoriker
- Siegfried, Erich von (1859–1935), deutscher Verwaltungsjurist, Landrat in Heiligenbeil
- Siegfried, Gustav (1808–1843), Schweizer Fabrikant und Frühsozialist
- Siegfried, Hans (1837–1903), Schweizer Kaufmann und autodidaktischer Botaniker
- Siegfried, Helene (1867–1966), deutsche Konzertsängerin, Schriftstellerin und Sammlerin
- Siegfried, Herbert (1901–1988), deutscher Botschafter
- Siegfried, Hermann (1819–1879), Schweizer Kartograf und Offizier
- Siegfried, Iris (* 1972), klassische Violinistin
- Siegfried, Jules (1837–1922), französischer Politiker und Unternehmer
- Siegfried, Julie (1848–1922), französische Feministin
- Siegfried, Julius (1835–1901), deutscher Verwaltungsbeamter
- Siegfried, Kurt (1873–1945), Schweizer Apotheker, Unternehmer und Autor
- Siegfried, Liselotte (* 1935), Schweizer Textilkünstlerin, Handstickerin und Schmuckdesignerin
- Siegfried, Michael (* 1988), Schweizer Fussballspieler
- Siegfried, Nikolaus, deutscher Kommunalpolitiker, Bürgermeister von Stralsund
- Siegfried, Oscar Ferdinand (1825–1902), deutscher Gutsbesitzer und Politiker
- Siegfried, Oskar von (1920–2011), deutscher Diplomat
- Siegfried, Paul (1878–1938), Schweizer Jurist, Schriftsteller und Historiker
- Siegfried, Philipp (1767–1845), nassauischer Politiker
- Siegfried, Rudolf Thomas (1830–1863), deutscher Sprachwissenschaftler und Sanskrit-Gelehrter
- Siegfried, Sabel († 1451), deutscher Bürgermeister
- Siegfried, Sabel (1437–1491), deutscher Jurist, Hochschullehrer und Bürgermeister
- Siegfried, Samuel Benoni (1848–1905), Schweizer Apotheker und Unternehmer
- Siegfried, Samuel Friedrich (1809–1882), Schweizer Politiker, Offizier und Eisenbahndirektor
- Siegfried, Walter (* 1949), schweizerischer Aktionskünstler
- Siegfried, Walter Bruno (1931–2008), Schweizer Maler, Zeichner und Radierer
- Siegfried, Walther (1858–1947), Schweizer Dichter und Schriftsteller
- Siegfried, Werner (* 1899), deutscher Politiker (NSDAP), MdPl
- Siegfried, Wilhelm (* 1876), deutscher Politiker (WP), MdR
- Siegfried-Hagenow, Monika (* 1952), deutsche Journalistin
- Siegfriedt, Ludolf († 1675), Herzoglich Braunschweig-Lüneburgischer Glockengießer

### Siegh
- Sieghard VII. († 1044), Adliger im Chiemgau
- Sieghard von Aquileia († 1077), Patriarch von Aquileia
- Sieghard von Schauenburg (1120–1198), 46. Abt des Klosters Lorsch
- Sieghard Waller, Stiftspropst von Berchtesgaden
- Sieghardt, August (1887–1961), deutscher Journalist und Schriftsteller
- Sieghart, Alexander (* 1994), thailändischer Fußballspieler
- Sieghart, Ingomar (* 1943), deutscher Hochspringer
- Sieghart, Marcel (* 2002), deutsch-thailändischer Fußballspieler
- Sieghart, Martin (* 1951), österreichischer Cellist, Musikpädagoge und Dirigent
- Sieghart, Rudolf (1866–1934), österreichischer Ökonom und Bankier
- Sieghörtner, Claus (* 1967), deutscher Basketballspieler und -trainer

### Siegi
- Siegismund, Fabian (* 1975), deutscher Moderator, Redakteur und Schauspieler
- Siegismund, Justus (1851–1876), deutscher Philologe

### Siegl
- Siegl, Adolf (1908–1999), deutscher Chemiker und Studentenhistoriker
- Siegl, Daniel (* 1988), österreichischer Fußballspieler
- Siegl, Dietrich (* 1954), österreichischer Schauspieler und HörspielsprecherDietrich Siegl (* 1954)

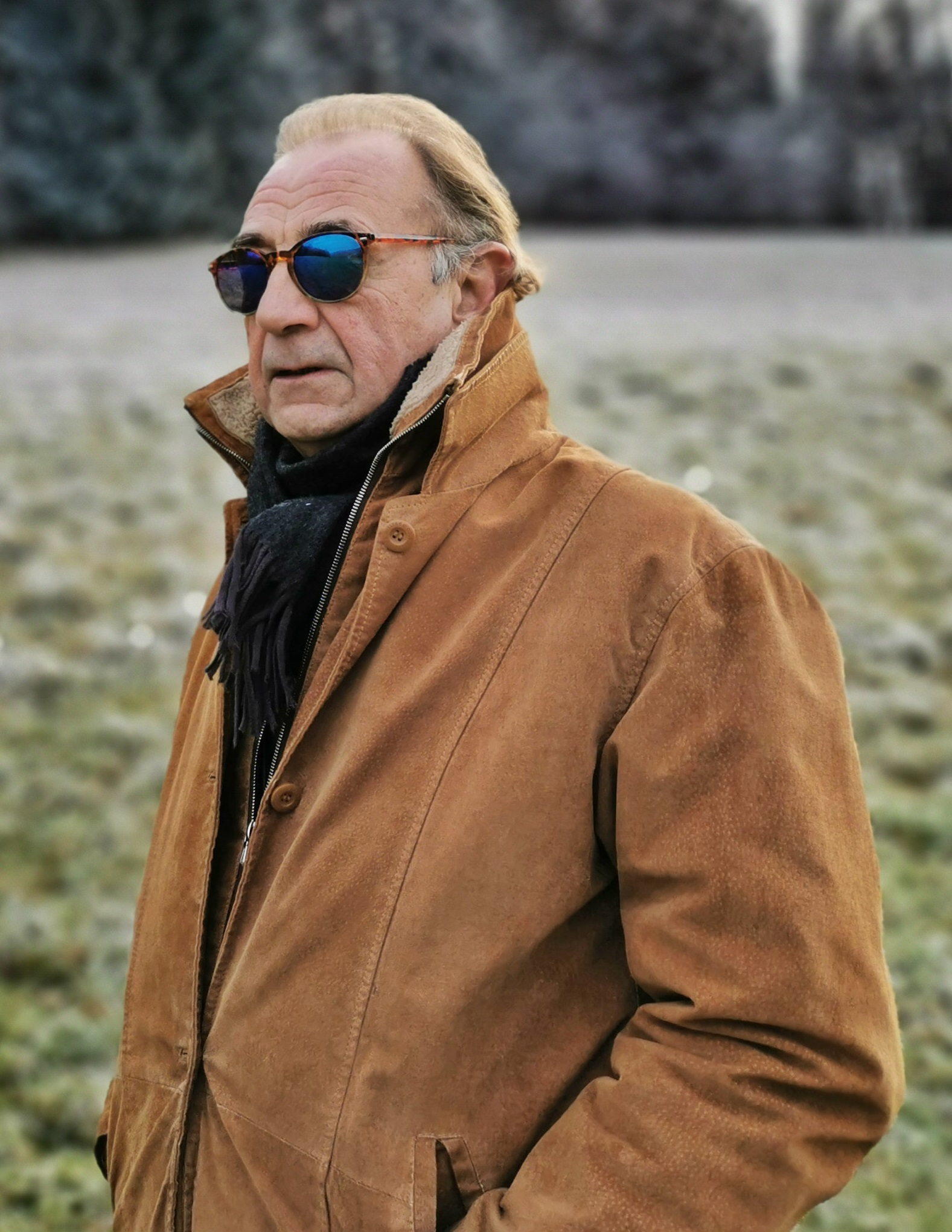
Dietrich Siegl (* 1954)

- Siegl, Eduard (1831–1889), österreichischer Landwirt und Politiker
- Siegl, Elfie (* 1947), deutsche Journalistin und Buchautorin
- Siegl, Hannes (1931–2009), österreichischer Schauspieler und Hörspielsprecher
- Siegl, Hans (1944–1978), deutscher Motorrad-Bahnrennfahrer
- Siegl, Horst (* 1969), tschechischer Fußballspieler
- Siegl, Johann von (1807–1887), österreichischer Militärmediziner
- Siegl, Josef (1887–1923), österreichischer Politiker (CSP), Abgeordneter zum Nationalrat
- Siegl, Karl (1820–1903), österreichischer Politiker
- Siegl, Karl (1851–1943), Historiker, Stadtarchivar und Museumsleiter
- Siegl, Karl von (1842–1900), österreichischer Radierer und Kupferstecher und Eisenbahntechniker
- Siegl, Max von (1856–1949), österreichischer Eisenbahntechniker
- Siegl, Meinrad (1842–1911), Zisterzienser, Abt des Stiftes Ossegg (1886–1911)
- Siegl, Otto (1896–1978), österreichischer Musiker und Komponist
- Siegl, Patrik (* 1976), tschechischer Fußballspieler
- Siegl, Philipp (* 1993), österreichischer Fußballspieler
- Siegl, Raimund (1906–1946), deutscher Politiker (NSDAP), MdR
- Siegl, René (* 1959), österreichischer Geschäftsführer und Autor
- Siegl, Siegrun (* 1954), deutsche Leichtathletin und Olympiasiegerin
- Siegl, Viktor (* 1952), österreichischer Autor und Journalist
- Siegl, Walter (1938–2019), österreichischer Diplomat
- Siegl, Wigg (1911–1994), deutscher Zeichner, Karikaturist und Illustrator
- Sieglar, Jennifer (* 1983), deutsche FernsehmoderatorinJennifer Sieglar (* 1983)

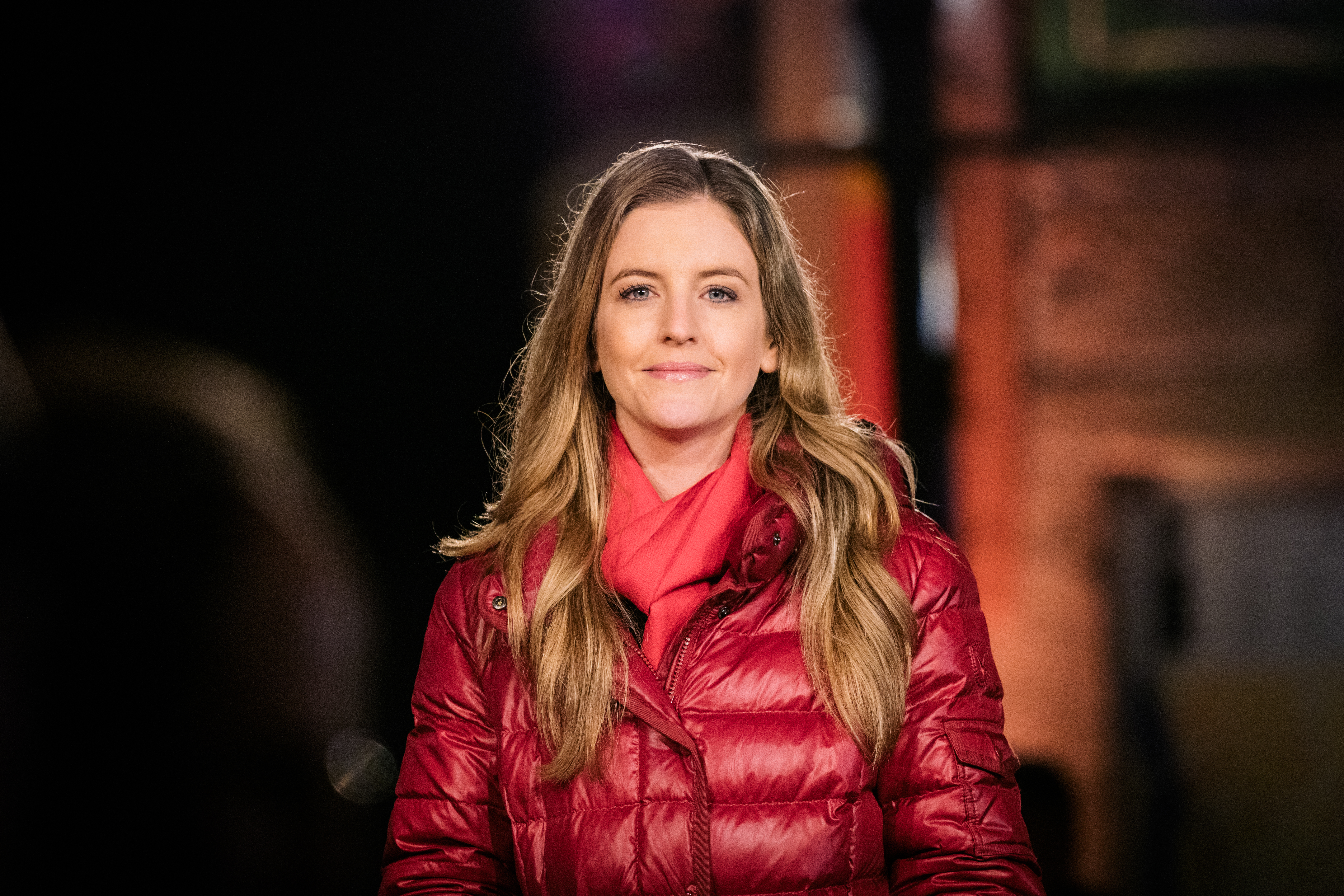
Jennifer Sieglar (* 1983)

- Sieglbauer, Felix (1877–1974), österreichischer Anatom
- Siegle, Dorothea, deutsche Journalistin
- Siegle, Gustav (1840–1905), deutscher Unternehmer in der Chemischen Industrie und Politiker (DP), MdR
- Siegle, Karl (1881–1947), deutscher Politiker (SPD), Gewerkschafter (ADGB) und Widerstandskämpfer
- Siegle, Theo (1902–1973), deutscher Bildhauer
- Siegler, Robert (1934–2019), US-amerikanischer Filmregisseur, Filmproduzent und Objektkünstler
- Siegler, Robert S. (* 1949), US-amerikanischer Psychologe und Hochschullehrer
- Sieglerschmidt, Hellmut (1917–1992), deutscher Politiker (SPD), MdL, MdB, MdEP
- Sieglin, Charlotte (* 1979), deutsche Schauspielerin
- Sieglin, Ernst von (1848–1927), deutscher Unternehmer und Mäzen
- Sieglin, Wilhelm (1855–1935), deutscher Historischer Geograph
- Siegling, Hans (* 1912), deutscher Polizist und Fabrikant
- Siegling, Wilhelm (1880–1946), deutscher Indologe und Tocharologe
- Sieglitz, Georg (1854–1917), deutscher Opernsänger (Bass)
- Siegloch, Klaus-Peter (* 1946), deutscher Journalist und ZDF-ModeratorKlaus-Peter Siegloch (* 1946)

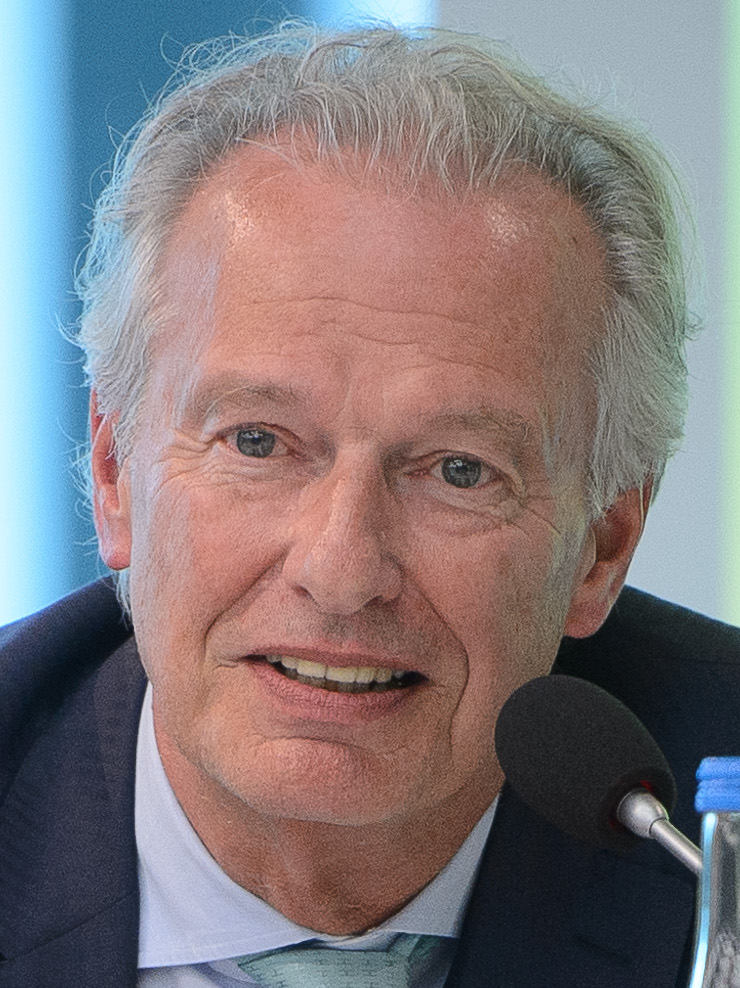
Klaus-Peter Siegloch (* 1946)

- Siegloff, Roland (* 1963), deutscher Journalist, Sachbuch- und Romanautor

### Siegm
- Siegman, Anthony E. (1931–2011), US-amerikanischer Physiker
- Siegmann, Claudia (* 1973), deutsche Autorin
- Siegmann, Erich (* 1956), deutscher Generalmajor
- Siegmann, Ernst (1915–1981), deutscher Klassischer Philologe
- Siegmann, Friedrich Huldreich Carl (1760–1833), sächsischer Jurist und Bürgermeister von Leipzig
- Siegmann, Friedrich Wilhelm (1801–1885), sächsischer Generalmajor und Autor
- Siegmann, George (1882–1928), US-amerikanischer Stummfilmschauspieler und Regisseur
- Siegmann, Gerhard (1911–1989), deutscher Architekt
- Siegmann, Hans-Christoph (1935–2009), deutscher Physiker
- Siegmann, Norbert (* 1953), deutscher Fußballspieler
- Siegmann, Richard (1872–1943), deutscher Manager in der Verkehrswirtschaft und Kommunalpolitiker
- Siegmann, Walter (1910–2002), Schweizer Politiker, Notar und Unternehmer
- Siegmann, Wilhelm (1898–1969), deutscher SS-Hauptsturmführer und KZ-Wächter mehrerer Konzentrationslager
- Siegmeister, Elie (1909–1991), US-amerikanischer Komponist und Dirigent
- Siegmeth, Hugo (* 1970), deutscher Jazzmusiker (Saxophon) und Komponist
- Siegmüller, Hugo (1889–1958), deutsch-böhmischer Grafiker, Maler und Illustrator, sowie Lehrer
- Siegmüller, Julia (* 1970), deutsche Pädagogin und Hochschullehrerin
- Siegmund (1427–1496), Erzherzog von Österreich und Regent von Tirol und VorderösterreichSiegmund (1427–1496)

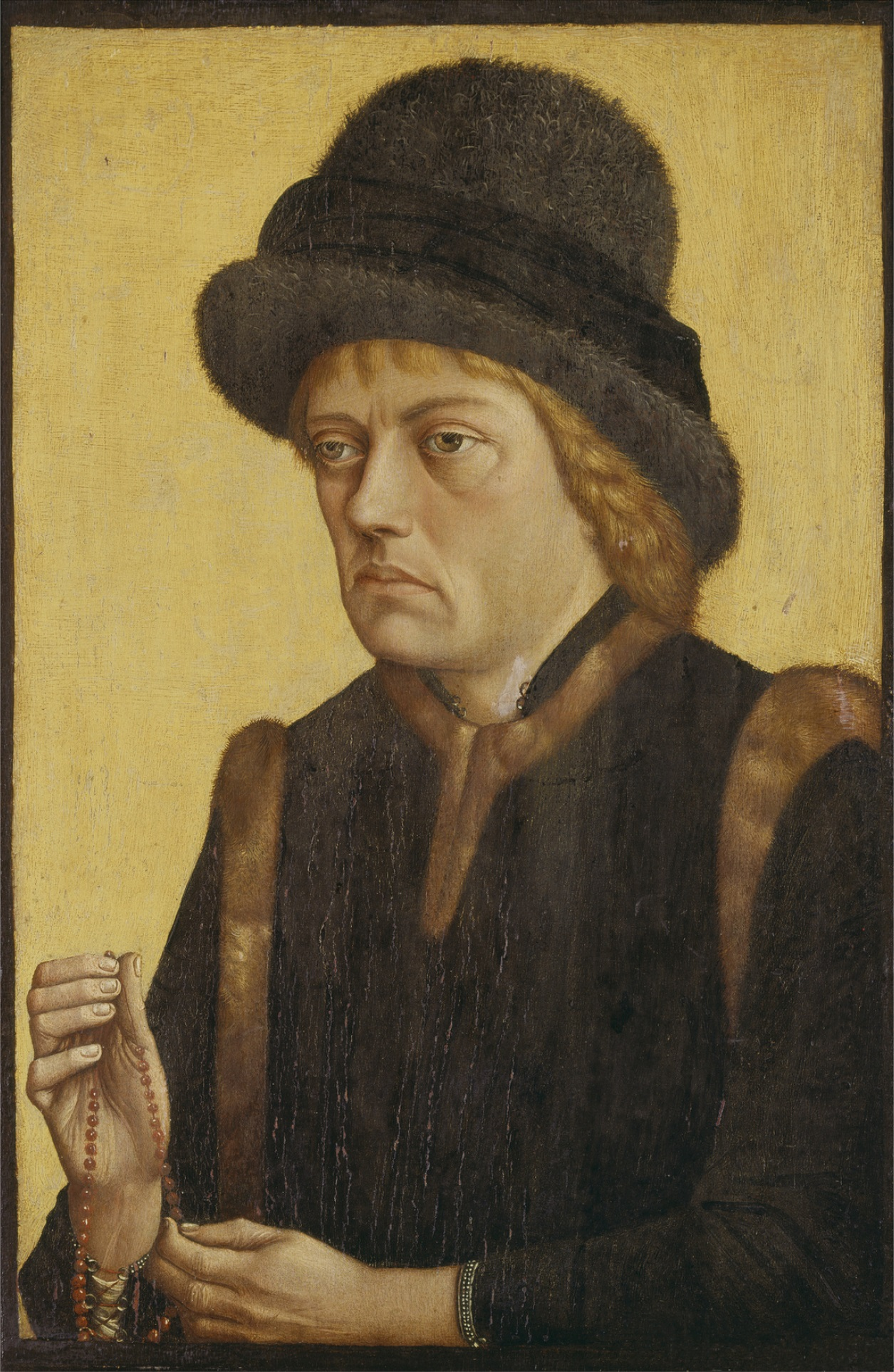
Siegmund (1427–1496)

- Siegmund (1439–1501), Herzog von Bayern
- Siegmund (1468–1495), Markgraf von Brandenburg-Kulmbach
- Siegmund, Adolf (1831–1916), deutsch-böhmischer Architekt
- Siegmund, Alexander (* 1968), deutscher Geograph und Professor für Geographische Fachdidaktik
- Siegmund, Birgit (* 1950), deutsche Politikerin (SPD), MdHB
- Siegmund, Britta (* 1971), deutsche Medizinerin und Hochschullehrerin
- Siegmund, Eva (* 1983), deutsche Jugendbuchautorin
- Siegmund, Fabienne (* 1980), deutsche Herausgeberin und Schriftstellerin von Fantasy-Romanen
- Siegmund, Frank (* 1956), deutscher Prähistoriker
- Siegmund, Georg (1903–1989), deutscher Theologe und Philosoph
- Siegmund, Gerald (* 1963), deutscher Theaterwissenschaftler und Hochschullehrer
- Siegmund, Gerd (* 1973), deutscher SkispringerGerd Siegmund (* 1973)

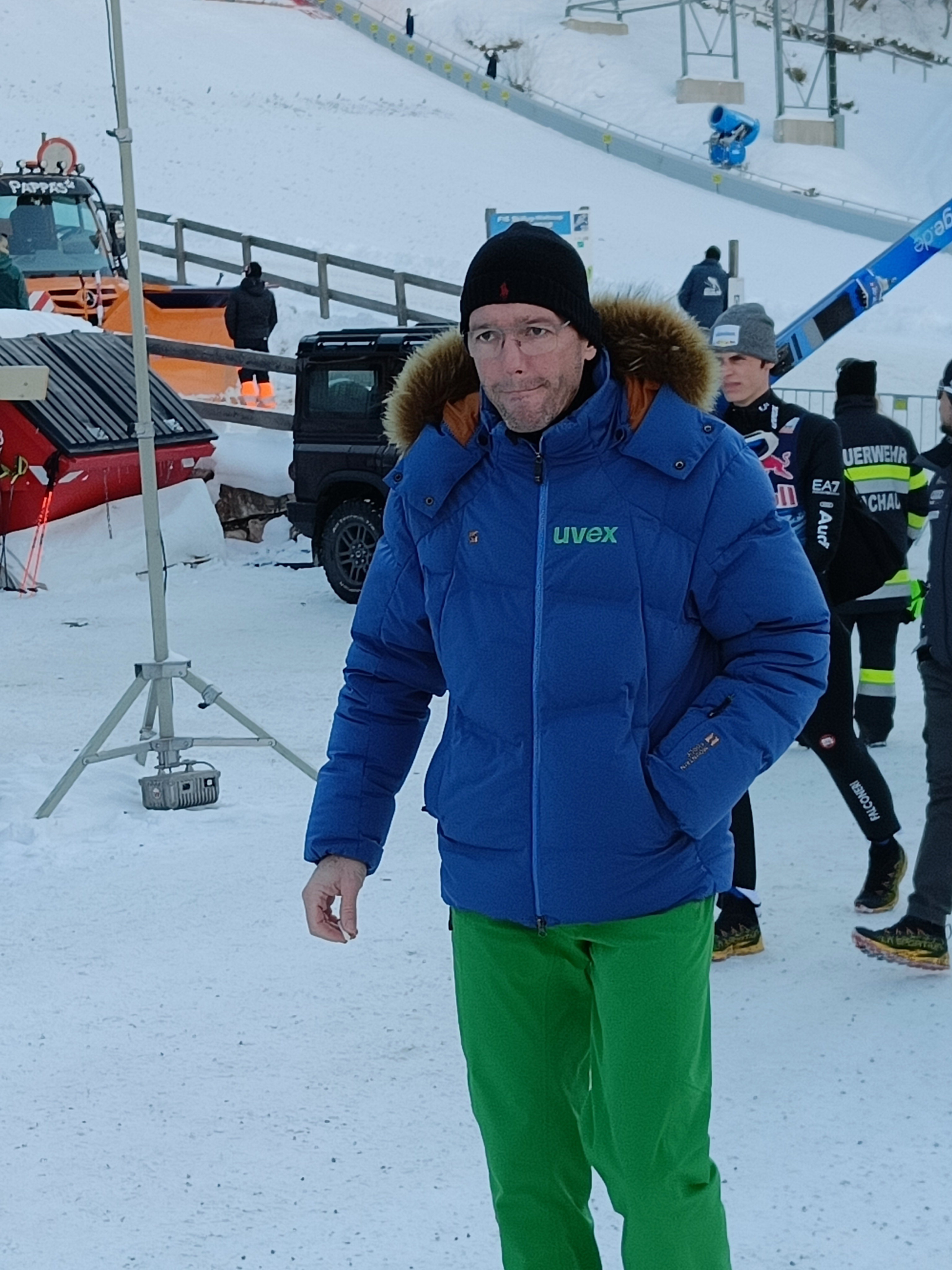
Gerd Siegmund (* 1973)

- Siegmund, Günther (1927–1981), deutscher Schriftsteller, Schauspieler und Theaterregisseur
- Siegmund, Günther (1936–2020), deutscher Boxer
- Siegmund, Harry (1910–2009), deutsch-baltischer Verwaltungsjurist und Ministerialbeamter
- Siegmund, Heinrich (1867–1937), siebenbürgisch-sächsischer Arzt, Landeskonsistorialrat und Publizist
- Siegmund, Herbert (1892–1954), deutscher Pathologe und Professor
- Siegmund, Johann Gottfried (1792–1865), Berliner Unternehmer
- Siegmund, Judith (* 1965), deutsche Philosophin und Künstlerin
- Siegmund, Kurt (1910–1988), deutscher Politiker (SED), stellvertretender Minister und Staatssekretär
- Siegmund, Thomas (* 1964), deutscher Fußballspieler und -trainer
- Siegmund, Ulrich (* 1990), deutscher Politiker (AfD), MdL
- Siegmund, Wolfgang Maria (* 1956), österreichischer Schriftsteller
- Siegmund-Schultze, Friedrich (1885–1969), deutscher Theologe, Sozialpädagoge und Sozialethiker
- Siegmund-Schultze, Helena (* 1997), deutsche Schauspielerin
- Siegmund-Schultze, Reinhard (* 1953), deutscher Mathematikhistoriker und Hochschullehrer
- Siegmund-Schultze, Walther (1916–1993), deutscher Musikwissenschaftler und Händel-Forscher
- Siegmundt, Bernd, deutscher Kinderdarsteller

### Siegn
- Siegner, Ingo (* 1965), deutscher Kinderbuchautor und IllustratorIngo Siegner (* 1965)

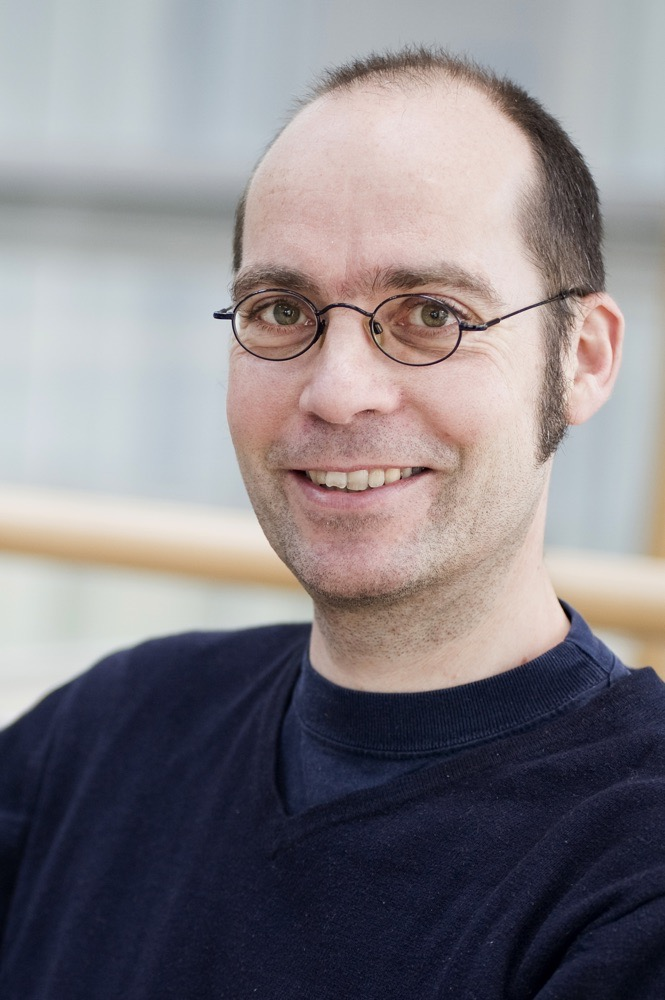
Ingo Siegner (* 1965)

- Siegnoth, Josef (1886–1964), sächsischer Abgeordneter

### Siego
- Siegosch, Uwe (* 1957), deutscher Eishockeyspieler

### Siegr
- Siegris, Emmerich (1886–1946), österreichischer Denkmalpfleger und Heimatforscher
- Siegrist, Adolf (1870–1931), Schweizer Landschaftsmaler und Dekorationsmaler
- Siegrist, August (1865–1947), Schweizer Ophthalmologe
- Siegrist, Benjamin (* 1992), Schweizer Fussballtorhüter
- Siegrist, Christoph (* 1972), Schweizer Meteorologe und Fernsehmoderator
- Siegrist, Dänu (* 1954), Schweizer Musiker
- Siegrist, Hannes (* 1947), deutsch-schweizerischer Historiker
- Siegrist, Hans (1860–1931), Schweizer Politiker
- Siegrist, Hans Rudolf (1913–1991), Schweizer Jurist und Beamter
- Siegrist, Heinrich Ernst (1903–1970), deutscher Schriftsteller
- Siegrist, Hildrun (1944–2021), deutsche Politikerin (SPD), MdL
- Siegrist, Jean-Jacques (1918–1992), Schweizer Historiker
- Siegrist, Johannes (* 1943), Schweizer Medizinsoziologe
- Siegrist, Jürg (* 1943), Schweizer Tennisspieler
- Siegrist, Karl (1813–1891), deutscher Revolutionär (1848/1849)
- Siegrist, Karl (1862–1944), deutscher Politiker, Oberbürgermeister von Karlsruhe
- Siegrist, Manuela (* 1990), Schweizer Curlerin
- Siegrist, Nico (* 1991), Schweizer Fussballspieler
- Siegrist, Nicola (* 1996), Schweizer Politiker (SP)Nicola Siegrist (* 1996)

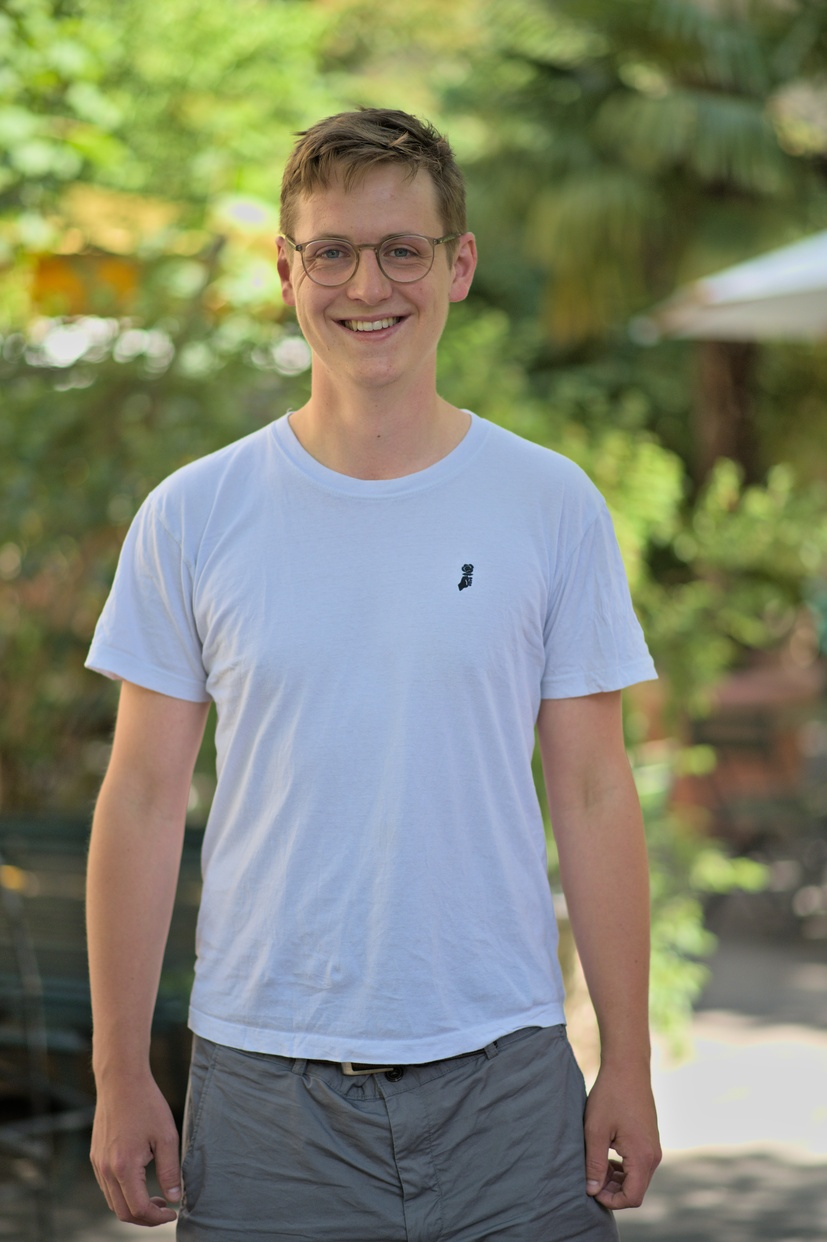
Nicola Siegrist (* 1996)

- Siegrist, Rudolf (1886–1965), Schweizer Politiker (SP), Naturwissenschaftler und Lehrer
- Siegrist, Stephan (* 1972), Schweizer Extrembergsteiger
- Siegrist, Ulrich (* 1945), Schweizer Politiker (SVP)
- Siegrist-Bachmann, Renata (* 1959), Schweizer Politikerin (GLP)
- Siegroth, Carl Ludwig von (1731–1782), preußischer Kammerpräsident und Landrat
- Siegroth, Gustaf Adolf von (1725–1802), deutsch-schwedischer Adliger und Offizier
- Siegroth, Joachim von (1896–1945), deutscher Generalmajor im Zweiten Weltkrieg
- Siegroth, Sylvius Ferdinand von (* 1701), preußischer Landrat

### Siegs
- Siegstad, Isak (1898–1943), grönländischer Katechet und Landesrat
- Siegstad, Karl (1930–2010), grönländischer Schriftsteller
- Siegstad, Ludvig (1873–1947), grönländischer Landesrat
- Siegstad, Ville (* 1945), grönländischer Hundeschlittensportler
- Siegstädt, Hermine von (* 1844), österreichische Opernsängerin im Stimmfach Sopran

### Siegw
- Siegwart, Franz (1854–1933), Schweizer Offizier und Beamter
- Siegwart, Geo (* 1954), deutscher Philosoph und Hochschullehrer
- Siegwart, Hans (1925–2003), Schweizer Betriebswirtschafter und Hochschulrektor
- Siegwart, Hugo (1865–1938), Schweizer Bildhauer und Medailleur
- Siegwart, Josef (1929–2011), Schweizer Ordensgeistlicher, Theologe und Kirchenhistoriker
- Siegwart, Roland (* 1959), Schweizer Robotiker und HochschullehrerRoland Siegwart (* 1959)

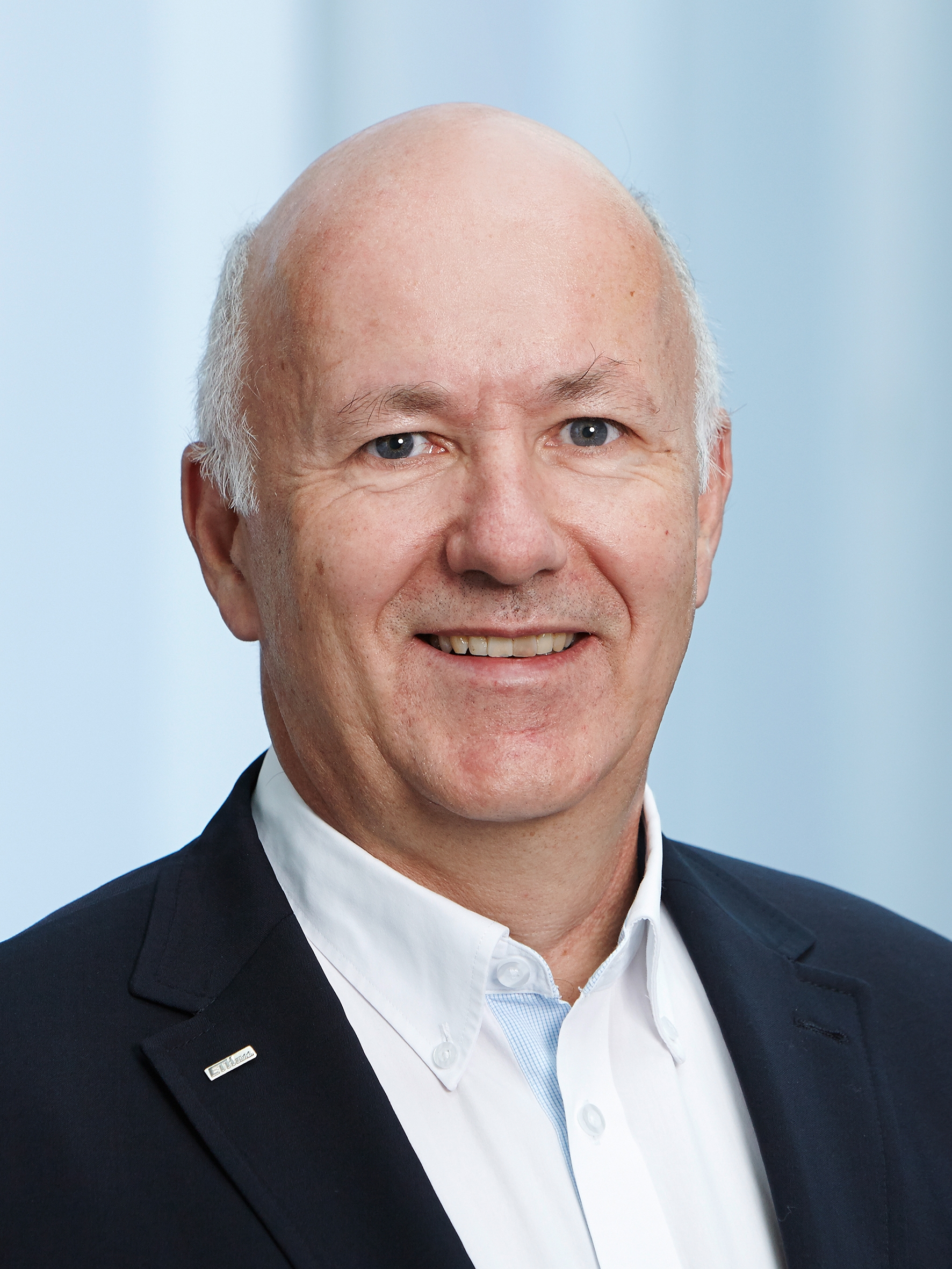
Roland Siegwart (* 1959)

- Siegwart-Müller, Constantin (1801–1869), Schweizer Parteiführer, Führer der Ultramontanen und des Sonderbundes
- Siegwarth, Camill (1918–1989), deutscher Politiker (CDU), MdL
- Siegwitz, Johann Albrecht, deutscher Bildhauer des Barock